# 風雲角色列表
風雲角色列表，列舉漫畫作品《風雲》中的人物角色。

## 聶家家族
聶風：
飾演角色：鄭伊健（電影）與謝子峰（幼年，電影）／趙文卓（電視劇）與尹易凡（幼年，電視劇）／謝天華(音樂劇)
配音：鄭伊健（廣播劇）；動畫配音：任賢齊（國語）；張敬軒（粵語）
其它姓名：小馬（隱居鳳溪村時用）
綽號：「風中之神」、「仁者聶風」
組織門派：天下會神風堂堂主、神風盟盟主。
出生自酒泉裏的聶家村。身上流著聶家遺傳的瘋狂之血，一經爆發，能激發駭人毀滅力，曾為救步驚雲而喪失左眼。為了消滅東瀛霸者絕無神，甘願入魔。
其後因錯信斷浪已痛改前非，而令至家破人亡。擊敗斷浪後，與步驚雲雙雙冰封在埋劍崖下。二十年後，因機緣巧合再度甦醒，可惜因與斷浪一戰，傷及腦內三魂七魄，而久久未能醒轉，幸得步驚雲帶其往關外求醫，醒轉後與步驚雲一同返回中原。
內功：冰心訣、無名的萬劍歸宗內力、慕應雄的內力、些微的龍元。
武功：傲寒六訣、風神腿、創刀、魔刀、十強武道、十方無敵、十方皆殺
武學：傲寒六訣_驚寒一瞥
自創的武學：神風動、摩訶無量、天道無極、風神怒
特殊武學：魔眼 (可看見敵人身上強弱虛實之位)
專屬神兵：雪飲刀
使用過的神兵：驚寂刀
師父：雄霸、第三豬皇、第一邪皇
徒弟：霍動
神風盟部屬：石問、天算神僧、沙錐、樹屋老祖、凌浩飛
聶人王：
飾演角色：方中信（電影與廣播劇）／顧冠忠（電視劇）
綽號：「北飲狂刀」、「老刀王」
江湖傳言：「北飲狂刀聶人王，南麟劍首斷帥」。聶人王乃武林成名人物，與斷帥齊名江湖。後娶武林第一美女顏盈，生子聶風，退隱江湖，甘為一農夫。
顏盈為了尋找更強的男人，拋棄了聶人王，令聶人王性情大變，瘋狂之血亦爆發。與斷帥凌雲窟一戰，兩人兼被火麒麟拖入凌雲窟中，但二人都沒有死，原來二人發現凌雲窟內的龍骨乃關係著中土的皇脈，於是二人決心守候保護龍骨。
直至東瀛天皇入窟欲奪龍骨，二人為保中原龍脈不斷，才又重出江湖。
內功：冰心訣、青銅刀氣
武學：傲寒六訣、刀道輪迴
專屬神兵：雪飲刀
死因：由於聶風錯信斷浪，把雙親交給斷浪照料，聶人王與顏盈最終皆被斷浪殺死。
顏盈：
飾演角色：伍詠薇（電影與廣播劇）／田麗（電視劇）
武林第一美女顏盈，生子聶風，為了尋找更強的男人，拋棄了聶人王，跟隨破軍。後破軍為敗無名，以她向絕無神交換「殺破狼」一式，她自願跟隨更強的絕無神，生子絕天。及後聶風殺死自己同母異父的弟弟絕天，令她絞痛自難悔不當初。最後由於聶風錯信斷浪，把雙親交給斷浪照料，致聶人王與顏盈皆被斷浪殺害。
死因：由於聶風錯信斷浪，把雙親交給斷浪照料，聶人王與顏盈最終皆被斷浪殺死。
聶英：
聶家先祖，「瘋狂的血」的源頭。
久遠以前，聶風先祖聶英，一手傲寒六訣，配合手中神兵雪飲刀，使其年紀輕輕便名震江湖。
其時，有火麒麟四處為禍，聶英為澤蒼生，遂毅然與火麒麟作人獸殊死一戰！久戰之下，雪飲傷了火麒麟，但不幸的是，聶英亦同時誤吞了的魔血。回到家後，他的身體起了劇變，功力暴增，到了令人難以置信的地步！更可怕的是，有一股莫名而強烈的殺怠在他血液中蔓延起來，使他時時興起殺人之兇氣，怒意重生，脾氣變得乖戾無常。聶英發覺體內的殺意在漸達頂峰，再難自控，時時發怒發難，在有理智之機，唯恐傷及愛人，便乘夜不辭而別。
他隨即赴拜劍山莊，求助其摯友拜劍山莊主傲日，並將事情相告。其時傲日乃鑄劍名師，且擁有一塊已在黑暗中待上千年的寒鐵。得知詳情後，二人不斷研究，終悟出須把寒鐵鑄成一柄至寒寶劍，方可毀去至熱的火麒麟，與及克制聶英的瘋血。傲日隨即起爐，日夕不輟地鑄煉絕世好劍，然而鑄造神兵絕非一朝一夕所能制出，聶英遂返家把雪飲留給妻兒，由於殺性日重，聶英恐遺禍武林，於是於凌雲窟自以粗索鐵鏈自鎖於地穴內，希望能待至絕世好劍的誕生能解救自己。另一面，傲日年事己高，心知神兵此生難成，故擔造了麒麟魔的傳說，希望子孫作為目標竭力把劍煉成。
專屬神兵：雪飲刀
內功：冰心訣
武學：傲寒六訣
易風：『舊十魔之一』
綽號：「邪王」
組織門派：易天賭坊少主。
個性跟親父聶風相反，亦正亦邪。於650期，帮助好友【神锋】对付蓝月宗，蓝月宗一役救下被暗算受伤的一狂怀灭；后拜其为师，尽得武功真传；并在机缘下得到蓝月圣主的无相破元气，习得无相破元气后功力大进；被绝心嗦摆前去拜剑山庄后得到神秘的四不群帮助，最后得到【败亡之剑】并且声名大起。因义母杜芸苓的死激起对正道人士的痛恨，在神秘主公绝心的帮助下得到无上功力并在绝心手下绝命那里习得天命七绝；后来源于易老大的死他手执大邪王甘愿入魔，成为邪王。
內功：懷滅的內力、無相破元氣、絕心的內力、冰心訣、雲頂天的四道狂情、蒼龍舍利、逆道乾坤
武學：破空元手、混元七殛、狂獸殛道、無相破元氣、無命七絕、邪王十劫、無天絶劍、傲寒六訣、傲寒逆訣
特殊武學：能將武學招式逆向轉換來使出。
專屬兵器：敗亡之劍、大邪王、魅邪凶刃
使用過的神兵：天罪、小龍奪金刀
師父：懷滅
寵物：劫蟒
邪王部屬：怒無敵、恨無量、仇無邊、怨無道、怒嫣翠、荊奴
山城部屬：杯不醉、刀教頭、毛不拔、賈虎威
死因：為了與連城志同歸於盡，在易天坊佈下天羅地網，可惜最後被連城志的助手雙瞳重八識破，遭連城志等人圍勦，使用火藥爆破身亡。
情怡：
組織門派：東瀛。
自幼受東瀛密探培訓，乃其得力部下。當日為拉攏失憶後的易風，而假意與之親近，豈料後來譜出真愛，更為其懷有一子。
連城志率眾圍攻易天賭坊一役中，為保胎中骨肉，不惜忍痛按易風的所託向其施以偷襲，再乘機脫逃。
此後便受盡武林正道千夫所指，其中包括驚雲道的追殺令。
情怡唯有避居易天島遺址，直至誕下兒子『天崖』。
本以為一切苦難均已過去，便帶天崖欲尋聶風，豈料懷中嬰孩竟是左右千秋大劫的『劫心』。

## 步家家族
步驚雲：
飾演角色：郭富城（電影）與張裕東（幼年，電影）／何潤東（電視劇）與張西貝（幼年，電視劇）／鄭嘉穎(音樂劇)
配音：廣播劇（日本）；郭富城（台灣）；國語（香港）；謝霆鋒（中國大陸）
其它姓名：霍驚覺、卓山、阿鐵
綽號：「不哭死神」
組織門派：天下會飛雲堂堂主、驚雲道門主。
生於杭州步家村，生性沉默，其父逝于外地。其母玉濃帶其改嫁至霍家，霍步天為其改名為霍驚覺。後霍家為雄霸滅門。霍驚覺恢復本名步驚雲，加入天下會伺機報仇。卻於會內受雄霸賞識，納為第二弟子。漫画前期，步惊云喜怒无常，登场不久便将解衣(步惊云寻找的一名妓女）杀死。步驚雲殺了雄霸後。反覺迷失，後獲無名引領回正途。為阻聶風徹底成魔，步驚雲與之多番大戰，終在第二夢協助下於最後關頭救回聶風，自己卻墜下山崖並失憶。以“卓山”身份生活于“北水鄉”，娶妻“紫凝”并生有一子一女。經過一系列武林波折，步驚雲與聶風在幾百年後的真神武紀曾再次出現，二人於天山之巔對弈，對人間事物不再關心，徹底心死。
內功：霍家真氣、莫名劍法、虛雲勁、釋武尊的如來神掌內力、聖靈真氣、麒麟火勁、無名的萬劍歸宗內力、逆乾坤、龍元
武學：霍家劍法、『排雲掌』共13式、雲蹤魅影、驚魂渡、莫名劍法、聖靈劍法、山海拳經、無求易訣、凌風八式
自創的武學：三「云十」掌、三「云十」劍、摩訶無量、天道無極
專屬兵器：絕世好劍
使用過的神兵：英雄劍、無雙劍
師父：雄霸、無名
徒弟：霍動、霍男、燈籠
創作：晦冥劍
飛雲堂部屬：雪暗天、囚奴、死奴、冷不防
驚雲道部屬：懷滅、崑崙山下十三堡、北方五大門派、不滅藍門、藍月宗、毒影邪門
步淵亭：
飾演角色：榮光（電影與廣播劇，步擎天）
配音：陳欣(電影)
步驚雲之父，出身自步家村，為一鑄劍師，妻玉濃。當年玉濃還未生下步驚雲時，步淵亭就已接受隱劍流所聘，離家遠走東瀛。步驚雲四歲時步淵亭染病回來不久便逝世。另一說法是凡神族姓『步』的男子，遺傳四十歲大限，而步淵亭是在尋找寒鐵的途中不幸染病長逝，享年僅三十九歲。然而步驚雲埋步淵亭的時候發現其手掌印著"大當家"三個字，成步驚雲背負多年的心底疑團。
玉濃：
步驚雲生母。
雲出世後不哭不嚷，亦不懂言語，四歲時其父染病回來不久便死了。雲從未見過生父，不懂哭泣，玉濃以為他毫無人性，出手打他，自此玉濃開始恨他，不和他說話，雲更趨孤僻。一年後玉濃改嫁霍步天。
霍步天：
飾演角色：沈保平（電視劇）
組織門派：霍家門門主。
步驚雲繼父。其母玉濃帶其改嫁至霍家，霍步天一手霍家劍法在武林中頗有聲名。他給了雲新的名字霍驚覺，對其如己出。雲八歲時玉濃去世，霍步天對雲依然很好。九歲時霍步天染病，雲一直侍候在側。之後霍步天傳其霍家劍法，雲首次感到幸福，但十歲那年霍步天大壽之日，霍家不受雄霸招攬而招滅門之禍，雲發誓必為他報仇。
武功：霍家劍法、義無反顧
死因：不受雄霸招攬而招滅門之禍。
楚楚：
飾演角色：舒淇(電影:風雲：雄霸天下)/唐嫣（電影:風雲II）／陶紅（電視劇）／秦岚（電視劇風雲二）／胡琳(音樂劇)
配音:王慧珠(電影:風雲II)
步驚雲之妻，嶽之女。自遇步驚雲後便傾心於他，對步驚雲那份凄楚狂野，乃至仇恨的心感同身受，並以無限柔情相待。被劍晨姦汙，懷有其骨肉。後於雲成婚，可惜拜堂當日就遭朝廷緝捕。後因雲的消失和其分別十二年。
死因：慘死於斷浪之手。
紫凝：
配音：詹佳（國語）；張惠雅（粵語）
步驚雲之妻，渔家盲女。
死因：被铁狂屠派来的人杀死。
步天：『舊十魔之一』
其他姓名：卓天
組織門派：同盟會盟主、驚雲道代門主。
步驚雲之子。自小見慣江湖鬥爭，受步驚雲影響奮力習武，後來為救父四出尋龍元而遊歷江湖。因傷而服下逆乾坤二代。
武學：浪心劍法、霍家劍法、無量神掌、排雲掌、雲蹤魅影、無求易訣
自創武學：易天乾坤掌
死因：易風為了扭轉千秋大劫，而取得連城志的信任，步天甘願被易風所殺。
霍動：
步驚雲和聶風被冰封在埋劍崖之下時，所收的弟子。
武學：排雲掌、傲寒六訣
使用過的神兵：絕世好劍
師父：步驚雲、聶風
死因：為了保護被十魔重創的破軍等人，挺身擋住無爭的刺殺。
霍男：
組織門派：驚雲道
霍家后人。
武學：霍家劍法
專屬神兵：晦冥劍
死因：與懷滅一同追殺連城志時，被二豹殺死。

## 断家家族
断帅：
绰号：「南麟剑首」、「老劍王」
断浪之父，凭借「火麟剑」与《蚀日剑法》闻名江湖，他与聂人王于乐山大佛决战，同聂人王进凌云窟后一同失踪十余年。与断帅凌云窟一战，两人兼被火麒麟拖入凌云窟中，但二人都没有死，原来二人发现凌云窟内的龙骨乃关系着中土的皇脉，于是二人决心守候保护龙骨。后被入魔的聂风斩断了半截右臂。其子断浪入魔他也无回天之力，断浪死后，隱居於地牛河村。
武學：蚀日剑法
專屬神兵：火麟剑
死因：最后死于其孫蓝武手上。
断浪：
飾演角色：王翔弘（電視劇）／陈冠霖（電視劇風雲二）
配音：宋懷強（國語）；GC（粵語）
绰号：「麒麟魔」
組織門派：天下會、無雙城、天門。
南麟剑首断帅之子。幼时在乐山大佛上与聂风结为挚友，在聂人王与断帅失踪后一同和聂风被救回天下会。本想因入天下会而飞黄腾达，可惜不获雄霸青睐，在天下会数年与一般喽罗无异，和步驚雲比武输后被同伴嘲讽而杀人后，被雄霸下令截杀。为人机智且在武学上颇有天分，为达目的不择手段，后得火麟剑，其魔性渐控人心。因妒忌而多次出卖风云二人。用计取得二颗龙元后功力大进，为击败风云而统一武林不惜残杀风云的亲人，最终被风云二人合力击杀。
武學：蚀日剑法、断脉剑气、血火邪罡、血劫爪、滅世魔身
自創的武學：破神訣
專屬神兵：火麟剑
師父：劍魔、神將
創作：破神訣秘笈
死因：最後承受不了三顆龍元的龐大力量而爆裂死亡。
藍武：『舊十魔之一』、『新十魔之一』
組織門派：不灭蓝门门主、易天賭坊
断浪之子。继承父亲断浪的魔性个性非常邪恶。跟神锋是亲生兄弟，多次出卖过他，还設計將猪皇和刀皇的絕世刀法和畢生功力吸走並杀死。
內功：第二刀皇畢生的內力、第三豬皇畢生的內力、五道邪元、冰心訣、破神訣、魔統真道、劍界毒蠍
武功：藍霆四式、傲寒六诀、断情七绝、创刀、破神訣、魔统真道、杀破狼
自創的武學：霸王诀
專屬神兵：巨缺刀
使用過的神兵：大邪王、绝世魔剑
寵物：破神獸
藍門部屬：一縷煙、雪心男、荊奴
死因：赤火大典中为救其亲弟神锋脱险而惨死。
神锋：
其他姓名：斷義
綽號：藍武神
断浪之子。宅心仁厚重情重义。其母杜芸苓诞下其与胞兄蓝武之后，将其与聂风之子掉包，而后被东瀛第一刀客皇影当做聂风之子养大。十六岁从东瀛回到中原寻找（生父）聂风，四年后，因长有与本是自己胞兄的「不灭蓝门」少主蓝武一样的容貌而被蓝武利用，变成消灭蓝门宿敌「胜刀门」的棋子。而后阴差阳错结识聂风亲生儿子易风，在他的推波助澜下正式涉足中原江湖。
因其宅心仁厚重情重义，颇受武林同众的认同与欣赏。本是武痴，加上天资聪颖武学资质甚高，后因多番际遇与高人指点，武功进步神速。
內功：黄金刀气、皇影畢生的內力、破軍的內力、無名的內力、气海无涯之地极气海
武學：七式刀意、惊情十变、蓝霆四式、風雨雷電
自創的武學：絶狂邪、渡摩诃、悟浮生、风神怒
使用兵器：驚寂刀
使用過的神兵：巨缺刀、天刃、貪狼、大邪王
師父：皇影、無名

## 天下会
創立時間只有十餘年，但幫主雄霸雄才偉略，穩處江湖五大派之列，總壇建於天山，壇舍依山而築，氣派雄奇。
昔年雄霸創立天下會，憑著拳掌腿打下大江南北，建下不世霸業。
雄霸 ：
飾演角色：千葉真一（電影與電視劇）／孫興（電視劇風雲二）／呂良偉(音樂劇)
配音：廣播劇（日本）；金剛（台灣）；粵語（香港）；程玉珠、王偉（中國大陸）
組織門派：三絕門、天下会帮主。
身负「天霜拳」、「排云掌」、「风神腿」三大绝学，并融合为「三分神指」，其最高境界「三分归元气」练成后更所向无敌。
由于泥菩萨的对其前半生的批言『金鳞岂是池中物，一遇风云便化龙』而寻风云二人收为弟子，又因后半生的批言『九霄龙吟惊天变，风云际会浅水游』，而利用孔慈分化风云二人，導致兩人大打出手。
三人因孔慈之死而反目成仇，其后文丑丑为求保命，背叛雄霸，向秦霜道出事实的真相，三人於鳳溪村冰释前嫌，合力对付雄霸，最后终于师徒离心。最终应了『成也风云，败也风云』的命数，为风云的「摩诃无量」所败。其元气未复即被背叛的「天池十二煞」追杀，枭雄末路逃至中華閣，「无名」代为退敌，条件是他自废武功，武功尽失，加上雄心已灭，遂与爱女幽若退隐江湖。
內功：三分歸元氣
武學：天霜拳、霜履薄冰、排云掌、云踪魅影、风神腿
自創的武學：三分神指
師父：三絕老人
徒弟：秦霜、步驚雲、聶風
死因：在劍晨的設計之下，幽若被推向步驚雲剑前惨死，雄霸万念俱灰之际，也飛撲向步驚雲，被絕世好劍贯胸而死。
幽若 ：
飾演角色：江祖平（電視劇）
雄霸之女，居住在天下会的湖心小筑，对聂风有情，喜欢打扮成他的样子。最终劫数难逃，遭剑晨设计与其父双双死步驚雲之手。
武學：风神腿
死因：被劍晨設計推向步驚雲的劍前慘死。
文丑丑 ：
飾演角色：鄭丹瑞（電影與音樂劇）／何篤霖（電視劇）
配音：鄭丹瑞（廣播劇）
組織門派：天下會近侍
阿谀奉承的小人，最明白适者生存的人。
因在雄霸練功失敗之際，說錯了話觸怒了雄霸的殺機。事後更得知分化风云之秘已被文丑丑掌握而遭雄霸派遣秦霜追杀。最终把实情告知秦霜和风云。
武學：清影灵水袖
死因：在鳳溪村被天池十二煞紙探花所杀。

### 飛雲堂
雪暗天 ：
飾演角色：張志偉（電視劇）
绰号：「饮血骷髅」
組織門派：天下会飞云堂的僕人
因败于步驚雲而成为其仆人，他多年来卑躬屈膝，但暗中却偷练绝招「万魄枯魂」，伺机反扑。失败后步驚雲放其一马，为报恩而救出身处险境的步驚雲。
使用兵器：骷髅杖 锋边竹笠
武功：万魄枯魂
死因：被破军所杀
死奴 ：
組織門派：天下会飞云堂双奴之一。
死因：在乐山抢雪饮刀时被聂风胁持自杀死。
囚奴 ：
組織門派：天下会飞云堂双奴之一
死因：在乐山凌云窟洞口被火麒麟所杀。
冷不防 ：
組織門派：天下会飞云堂
原本是步驚雲指示假意背叛，去连城寨当卧底。最后步驚雲知他真的背叛要杀他，最後被步驚雲杀死。
死因：步驚雲和释武尊对招时杀死

### 天霜堂
秦霜 ：
飾演角色：謝天華（電影）與歐陽崇立（幼年，電影）／王喜（電視劇）與段凱（幼年，電視劇）
配音：謝天華（廣播劇）
組織門派：天下會天霜堂堂主。
秦霜入門最早，最得雄霸寵愛，主管會內事務，權勢猶大，卻因少於江湖走動，名聲不如能征慣戰的步驚雲和聶風響亮。
秦霜在风云成长之前，早已是天下会仅次雄霸的天王，并一直被赋予超越风云的信任，所以秦霜最为忠诚，秦霜一生短暂，一生惜缘。为人机智冷静心地善良，对雄霸最为忠心，但无意中发现雄霸分化风云，使其爱妻孔慈因此而亡，随即与风云连手对抗雄霸。凤溪村一役中，为救风云二人雙臂被雄霸震断，被擒。
武學：天霜拳、霜履薄冰
死因：后为帮聂风争夺龙脉时被断浪所杀。電影版是得知雄霸陰謀後打算離開天下會而被殺死。電視版則為了守護聶風跟龍脈被絕心所殺。
孔慈 ：
飾演角色：楊恭如（電影）與黃美棋（幼年，電影）／吳辰君（電視劇）／閻奕格(音樂劇)
配音：楊恭如（廣播劇）
組織門派：天下会婢女
自小入天下会作婢女，与秦霜三师兄弟自小青梅竹马感情均甚好，雄霸将四人造成一个四角关系，以孔慈来牵一发而动全身，雄霸将孔慈嫁给秦霜，但孔慈并不爱秦霜，而步驚雲深爱孔慈，孔慈与他发生姦情，但孔慈真正爱的人是聂风，她暗中跟步驚雲的姦情，數次被聂风撞破，導致師兄弟兩人以命死鬥。
死因：為了挺身相救畢身最愛的人「聶風」，被步驚雲一掌所殺。因口含冰魄屍身永不腐，葬在后陵内。

### 天池十二煞
原本是武林中第一杀手组织「天池」，以童皇為首，率領一百零八名殺手，各負奇特本領。以金錢掛帥，只要收下酬金，更不惜任何手段，將任務完成，導致黑白兩道人心惶惶。
在當時武林中，以劍聖聲望最高，眾人便懇請劍聖出手。為澤蒼生，劍聖單人匹馬，血戰七天七夜，把一百零八個殺手殺到只剩下武功最高的包括首领童皇在内的十二人逃出生天。
適逢雄霸開創天下會，正好招攬，成立後安置於天下第一樓。天下會早期發展迅速，亦有賴於這幫殺手的幫忙。
童皇 ：
組織門派：天池之首、天下會副幫主、天門參謀。
貌若小童，但武功深不見底，独门绝学「童心真经」使其容貌不老，更可制造恐怖幻像威力不小。夺得天下会后又被无神绝宫制服。其後投效天门，更晉升為帝釋天的左右手。
武學：童心真经
戏宝 ：
組織門派：天池、天下會神風堂堂主、天門。
从不以真面目示人，其内心情感全凭面谱表达。
年輕时已是超級殺手，因容貌俊秀，嗜操戲曲，出道以來未曾失手，故得「戲寶」之名。一次，童皇派他去行刺一名朝廷命官，正當下手之際，被路過的麒麟臂于嶽一拳轟飛十餘丈。醒來後臉容被毀，只得戴上面具度日。
自創的武學：情幻四诀
死因：被绝心杀死
狗王 ：
組織門派：天池、天下會。
爱狗如命，与狗有沟通之奇能，其全身赘肉横生。
最后被风云的合力所诛，死前把功力传给了自己的爱犬哮天。
武學：吼神册
寵物：哮天
死因：被风云的摩訶無量的餘勁掃到，承受不了而死。
手舞 ：
組織門派：天池、天下會天霜堂堂主。
为足蹈之胞兄，两人于十二煞中最为年轻，和其弟以舞狮的形式配合作战。
武學：撕骨爪
足蹈 ：
組織門派：天池、天下會天霜堂堂主。
凶残暴虐，配合手舞的《撕骨爪》使出，歹毒无比。
武學：残疾腿
夫唱 ：
組織門派：天池、天下會。
妇随的丈夫。
与妻恩爱多年，不减温馨。擅用一只长生拐，诡异莫测。
使用兵器：長生拐
死因：后与妇随良心遭唤醒，为救聂风和孩子们而双双牺牲。
妇随 ：
組織門派：天池、天下會。
与丈夫心意，武功同出一派，助丈夫阵上杀敌，事半功倍。
死因：后与夫唱良心遭唤醒，为救聂风和孩子们而双双牺牲。
鬼影 ：
組織門派：天池、天下會。
为十二煞中最老长者，能于黑暗杀敌，神出鬼没。
武學：鬼影大法、土盾術
死因：后被刚获得麒麟臂的步驚雲一掌毙命。
食为仙 ：
組織門派：天池、天下會。
好勇鬥狠，以食为先，能将食物化為無窮戰意。
武學：战天化气
死因：最后被聂风杀死。
铁帚仙 ：
組織門派：天池、天下會。
擅使一柄铁扫帚，以清扫为乐。但其性格剛烈，有著遇神殺神的魔心。
使用兵器：鐵帚
死因：后被风云的摩訶無量的餘勁掃到而死。
纸探花 ：
組織門派：天池、天下會飛雲堂堂主、天門。
外型奇特，身体较常人扁平。内家修为精湛，能御纸杀敌。後投效天門。
武學：乾坤剑纸
媒婆 ：
組織門派：天池、天下會。
口甜舌滑，阴险毒辣。搧功大葵扇，拨蛇来征战。其人更擅使毒，毒名暗三浊。
使用兵器：大葵扇
寵物：五色毒蛇
死因：被火麒麟杀死。

## 无双城
剑圣
飾演角色：黃秋生（電影）/劉喜（電視劇）
其他姓名：独孤剑
绰号：「北剑圣」
組織門派：無雙城
与「无名」齐名江湖，人称“南无名，北剑圣”。无双城主独孤一方的大哥。天生劍癡，五岁习剑，九歲成名，十三岁澈悟劍道，自创「圣灵剑法」。曾用「圣灵剑法」与武林中第一杀手组织“ 天池 ”大战七天七夜，把108个杀手杀的就剩下武功最高的“ 十二煞 ”得已逃命。多年以後，与被譽為「天劍」的无名約戰，结果被「莫名剑法」所败，自此退隐江湖，淡泊世情。后为复兴无双城而重踏江湖，在挑战天下会一战中，时其气数將尽，临死前悟出惊天动地的圣灵剑法『剑廿三』式，憑藉一股不屈戰意，死後元神出窍与雄霸决战。
自創的武功：圣灵剑法
使用兵器：无双剑
死因：元神出窍与雄霸决战的紧要关头，真身被步驚雲击倒，元神同時烟消云散。電影版是被楚楚触模肉体而导致肉体与元神烟消云散
独孤一方：
飾演角色：吳志雄（電影）／楊力（電視劇）甄錦華廣播劇
組織門派：無雙城城主
独孤一方本与雄霸结盟，后又与其决裂。
假死因：被聂风所杀。
真死因：被杀者只是替身，真正的独孤一方早在二十年前就在观看无名破军决斗时被劍慧的回天冰訣所冰封而死。
独孤鸣：
飾演角色：朱永棠（電影）／格桑（電視劇）
組織門派：無雙城少主
无双城少主，独孤一方之子。
武功：降龙腿法
死因：天皇入侵时被其长子铁梯神煞所杀。
独孤梦：
飾演角色：陳柏瑜（電視劇）
組織門派：無雙城
曾被聶風誤認為是第二夢，後因過意不去，而留信表明身分道別，而回到無雙城。東瀛天皇入侵中原之時，其兄獨孤鳴犧牲，其後不知道所蹤。
独孤一方之女。
释武尊：
飾演角色：張耀揚（電影）
配音：谷德昭（廣播劇）（國語）
組織門派：无双城护法。
致力辅佐独孤鸣消灭天下会，重振无双城。
武功：如来神掌
死因：为助风云与独孤鸣逃離雄霸的圍殺，使出如來神掌最後一式「捨身成佛」将毕生功力传与步驚雲，壮烈牺牲。

## 剑宗
师祖大宗師乃世上第一式剑法的始创人，所有剑派旨源于此，故称「剑宗」。英雄劍亦由其所鑄。
剑尊：
剑慧之師父。
剑慧：
剑宗掌门人，破军之父。无名年方廿二已感到达至剑术巅峰，为求再进，于是与妻子重回师门剑宗，去学一招至高无上的剑法万剑归宗。剑慧要无名先与其儿破军一斗，才肯传万剑归宗给胜利者。决战当日，破军面部瞬即被无名的剑所伤，破军使出一式把场中所有剑牵引刺向无名，无名反击令剑射向十二根柱，场中高手为保住冰窖便把每根柱推住。
武學：回天冰诀
死因：無名與破軍在劍宗一戰，為救破軍，剑慧抛出一个玉环，刚好抛在剑锋之前。这个玉环是无名出世时亲生父母给他，到他拜师时作拜师之礼的。无名不知此剑如何刺下去，剑慧已使出回天冰诀，把十二高手冰封，同时自己亦冰封于内，无名的一剑亦被冰封住。
剑皇：
剑尊师弟，出身皇族，为剑而痴，终于放弃皇位而投入剑宗潜心学剑。剑法虽然极具皇者风范，堪称剑中之皇。
亦因他偷看万剑归宗剑谱而被囚。而只要他日选出最强弟子，剑皇把万剑归宗剑谱交给他便能将功赎罪重见天日。而剑皇见二人分出胜负，出关把万剑归宗剑谱交给破军后便离去。
武學：百剑屠凰、万剑归一
使用兵器：絕世好劍
死因：為了爭取時間讓風雲逃離絕無神追擊，墊後犧牲
剑悟：
曾与剑悲比武，交换武功秘典。
晨峰：
无名师兄，为人磊落，仁义为怀。与破军亦积怨甚深。
死因：破军借着同门之比试狠施辣手，把晨峰杀掉。
无名：
飾演角色：孫興（電視劇）/何家勁 (電影)/譚耀文 (音樂劇)
動畫配音：桂楠（國語）；狄龍（粵語）
其它姓名：韦英雄、慕英名
绰号：「武林神話」、「天剑无名」、「南无名」、「正道之首」
組織門派：劍宗、中華閣
被喻为「武林神话」，臻致天剑境界，力挫八大门派，胜「剑圣」，败「绝无神」，战「帝释天」，勇斗断浪，追杀绝心，开「剑界」，战平慕应雄，最后隐居于天乐村。
慕龙原为朝廷武将，告老还乡，在其妻怀胎时遇见「剑圣」独孤剑，「剑圣」按不虚之师僧皇的预示来到慕家村寻找一个对手比剑，语言中说“在那里他将找到一个可以败他的人，但只能找到他的过去”「剑圣」在慕家村遇到慕龙夫妇，感到只有慕夫人的胎儿有种剑气，皇者剑气，他认为这就是语言中的人，「剑圣」便向慕龙发下“战书”要他的儿子在十九年后和他决斗，慕龙为应对，从赌鬼韦耀祖手中以三两银子买到刚出生的韦英雄，改名慕英名，也就是后来的「无名」，无名生下时便好似一柄利剑，其母在含辛茹苦生下英雄后其因被丈夫抢走而发疯，四处寻找儿子。相士说英名是孤星之命，会克死身边之人，因此，他很小就被慕龙送去学艺，十五岁才再回来。
十五年来，他已“克死”八个师父，尽管他与师父们的死亡毫无关系，人们还是把这些都算在他身上，而其实他的所有师父在知道他的孤星之命后都没有拒绝他，甘愿为他而死，只因他拥有不可思议的武学资质，同时，慕应雄也在其父精心挑选的明师下刻苦学武。英名回到慕府，只有两人对其好：慕夫人和小瑜（应雄的一个表亲），应雄对其则若有若无，而其它人则对他则是躲避。 　
慕夫人大寿之日发生事变，仇家来杀慕龙，后在众人抵挡下尽数撤退，其中一人撤退时中刺向慕夫人一剑，英名挺身挡去，但剑锋太长刺穿英名的肩后，还是重伤了慕夫人，慕夫人临终交代应雄要照顾好英名，并有遗言「人生在世，岂能事事顺心，但求无愧于心。」事后，人们都把这场悲剧归结于英名的孤星之命，应雄对其也很冷落且处处为难。
一次，二人去集市，回来时被引到了一个剑山，剑山内插有两把英雄剑，在等待主人，若主人前来，剑会被拔出，若他人硬取，剑会强烈振动直到自断，无数剑客目睹两柄神锋神采又无缘归己后都默然离去并将自己的剑弃于山下。次日正巧「剑圣」也来到此山中，他也取剑不得，他是个自负之人，认为自己取不得，也没人更配此剑，便不顾剑的抗议要硬取。
应雄、英名二人不由自主的前去阻止，二人情急之下尽将二剑取出，与「剑圣」过招，并趁其大意与其打个平手，「剑圣」忿忿而去，而英名为保护应雄则身受重伤。事后，几乎成了废人的英名要离开王府，没想到应雄和小瑜愿随自己离开。在英名武功被废期间，还姓还名，他和应雄与小瑜卖艺为生，并学会了拉二胡，并更名为「无名」。无名意气消沉，剑宗破军出现，有恢复功力之法，但不愿收无意气的无名，应雄便决定假装卖国，（其实他本来就是金国王族后裔）要无名恢复战意并在3年后阻止他的刺杀皇帝，无名为阻大哥，决心入剑宗，为了恢复剑气并提升到更高境界，半年之内便将剑宗的所有剑法全部习得，在剑轮受万剑穿身之苦3年，出关之时剑气冲天可臻「天剑」境界。
在去阻止应雄行动途中遇到「剑圣」，「剑圣」醒悟无名才是其预言对手，与其决战，相执不下，后两人以剑意控制路过的两兄弟比试，因两兄弟始终有兄弟之情，「剑圣」的绝杀《圣灵剑法》不能使得淋漓尽致，「剑圣」惜败，答应无名从此归隐，但无名也因此耽误了行程，应雄并未杀皇上，但强迫他签下一份协议。
十万禁军追杀应雄，逼至绝崖，但无可奈何，无名敢来相救，应雄不愿连累无名，要与英雄一战，本可谓旗鼓相当，但甘愿一输跳崖了，将协议交给无名，无名看后明白这并非卖国协议，而是要激励皇上必须勤政爱民，否则才会......无名保留了协议，十万禁军被两人一战震撼，皇上也决定作罢。后无名为凤舞而与八大门派交战，力挫八大门派，致使武林一度萧条。后其妻被人毒死而无法找到凶手，无名悲愤之下创出『悲痛莫名』。后诈死归隐，其间救了惨遭灭门的步驚雲，因其戾气太重而未收其为徒。后因阻绝世好剑出世而重出江湖，救雄霸父女，收步驚雲为徒。后被绝无神暗中下毒，败给被利用的破军，武功被废，后悟出《万剑归宗》，并把绝无神打得吐血。中州在风云消失的这几年出来了一个帝释天，无名与之交战，却败给他。后风云与无名并肩作战，为救风云，无名又被帝释天重创，被埋进地底。
风云3中交代，应雄隐居扶余国，并在救了风云2中屠龙后被帝释天打下水的剑晨，扶余国国君圣王窥视其武学，拜其为师，欲得其无天绝剑以助其破藏龙穴（其祖先在隋末之际和群雄争雄，后来自觉杀戮过多，罪孽深重，决定避世隐退，和唐王订下协议，为避免其后代依仗其资质武学过人，侵犯中原，布下风水局，锁下子孙后代的运程，有称雄天下之人在九五（45岁）之年就会死去。
圣王一番周折，收东瀛大将军武藏森为学生，催动易风入魔并打败武天下，在易风与步天的决战中从中作梗，用计囚风云，并以实力使易风与其合作，并一面告诉无名慕应雄藏在英雄剑中的剑书，使其沉浸在对旧人旧事的怀念与反省；一面用毒加害师父慕应雄，使其不能插手。但在后来，他破龙陵后，得到苍龙一族最强一式，用之与慕应雄对决，还是败了，原来一切也尽在「绝剑」的掌握之中，绝剑慕应雄只是想见识传说中的史上至尊剑招。
后与无名一战中，无名因身受大哥大恩，本欲一败了之，慕应雄察觉后大怒，杀鬼虎，激无名。后为公平一战，自断右臂，与无名约战剑坟，为无名也觉悟其战意，决定认真对待，与无悲谈过后，迷惑顿解，放下一切执念，达到天剑最强状态，慕应雄也把「绝剑」发挥到最佳，并发现其唯一缺陷（兄弟之情未绝）正是其最强之处，天绝双剑一役，先比剑诀，莫名剑法对无天绝剑剑诀，再比剑阵，悲痛莫名所出的万里长城对十面埋伏所出的千军万马，而后再比相剑。最后两人展开了激烈对决，两人乃当世剑道最高峰，这场剑决竟打开了只应存在于剑手心意中的「剑界」！
后来绝剑就凭这那未绝之绝的超脱胜了无名一筹，然后他将无名推回上悬崖，自己只求一死，但无名又相随而来，无赖只好与他共求一生，慕应雄被子路等人救回，因不知无名生死，失意万分，幸无名为天剑修为，身连天地，百兽来救，后被笑三笑孙女素素救回，兄弟二人再次重逢，百感交集，但慕应雄自知阳寿已尽，安然离开人世，无名也觉使命已了，相随而去，两人都是剑道之巅峰，死后竟到了剑界！在剑界中，两人看到过去与未来之事，其中有些信息大为令人惊异，慕应雄看出无名人心系天下苍生，使命未尽尘心未了，便将无名推回人世，无名遂因使命尽而死，因顿悟使命未尽而重生。后为困住十魔而在轮转湖大足石刻开启「剑界」。進出劍界後，無名失去記憶，隱居於天樂村。
天劍無名雖然失憶，但是其劍心仍牽引着神鋒、破軍、小武以及不願加入驚雲道和神風盟的中原強者。玄武君為了探查無名虛實，在天樂村大開殺戒，由於子路、鬼虎二人被他所制，無名於湖邊被“玄蒼武道”弟子偷襲，在命懸一線之際，其隱藏的護體劍甲爆發重拾記憶，救出子路、鬼虎二人，並以一招“莫名其妙”重創玄武君，第二招的劍意被玄武君強行鎖於體內帶走，玄武君隨後也被體內劍意爆發後死亡。連城志評價無名的劍意比大當家的“唯識劍意”在修為上更高一籌。
最後決戰連城志時，以英雄劍引導中原武林眾人的劍意協助風雲，使命完成後帶着英雄劍回到師門劍宗遺址，在師兄破軍陪伴下安然離世。
據風雲小説《神武紀》記載，風雲最後迎戰一個被無名稱之為“一個平生遇到的最大強敵，人間匪夷所思的絕世強者。”事後風雲雖然長生，然而對人間事物徹底心死，無名死後。其“萬劍歸宗”被風雲時代500年之後，黑豹時代的日本暗天皇神武長空習得。
內功：萬劍輪迴、萬劍自生、劍衝廢穴
武學：万剑归宗、柔掌、无天剑境、九天剑气
自創的武學：莫名剑法、无上剑道、劍血浮生
鑽研的武學：聖靈劍法（險勝劍聖後鑽研而得）
專屬神兵：英雄剑
使用過的神兵：青商劍
師父：劍慧
師兄：破军
徒弟：劍晨、步驚雲、神鋒
部屬：無名三僕、中華十老
破軍：
飾演角色：左百學（電視劇）
绰号：「驚天戰狼」
乃剑宗掌门人剑慧之子，生性残暴，為一名武痴。早年与「无名」争夺剑宗秘技《万剑归宗》而结下仇恨，先毒杀 无名 妻子，为败无名，以颜盈交换，求绝无神教《杀破狼》一式，又在东瀛一處曰“天狼谷”的地方，尋得一雙內藏着吞天噬日凶芒的刀劍-貪狼天刃。天。為得此刀劍，破军进入天狼谷，经过與狼群們的一番血战，最终获取这两柄绝世神器。二十年后，破軍重返中原，为胜 无名 ，先后击杀 无名 之友不虚，与重创 无名 首仆七海龙王，甚至迫害 无名 之徒剑晨，以《舍心印》使他心灵渐转邪恶。七武屠龙之后，破軍为夺龙元而深受重伤，其时顿悟人生，但仍有一心事未了。原来，在破军年轻时，曾跟一个名叫”小琴”的女子有过一段情，双方相处三月，小琴后来更怀有身孕。可惜破军心系江湖，希望能够一剑成名，终于抛弃小琴，一走了之。但在弥留时刻，破军才知道自己真正要的，不是雄霸江湖，而是一份真爱！ 风云二人不計前嫌，协助破军寻找小琴，他们更发现破军已有一子。破军强忍伤势，见儿子一面，并留下天刃、贪狼，但为免家人伤心，始终没有与之相认。破军离去之际，他见到自己的孙女和小琴。破军心愿已了，此生虽有憾，但亦安然就死。不过，或者破军本身命不该绝，又或者上天给破军一个机会补偿过往错事，又或上天根本只想跟破军开个玩笑，步惊云竟然把龙元相赠，救破军一命！步惊云是破军宿敌—无名的第二弟子，龙元是破军千方百计，用尽卑鄙手段而不得。步惊云赠之以龙元，对破军而言，实在是一个极大的讽刺，也是一个最大的感动！破军服下龙元，功力暴增，但破军心志不强，心灵被龙元兽性入侵，记忆全失，只记得步惊云对他的救命之恩。
风云與斷浪一戰後同被冰封於”埋剑崖”，破军感念步惊云救命之恩，二十多年间不断奔走，寻找馀下的龙元相救。可惜，七颗龙元已各有所归，破军始终毫无所获。幸好，其中一颗龙元为风云所得，二人摆脱冰封。之後破军一直流浪，直到來到了慕名镇的中华楼。基於破军與无名的仇恨已是半百年前的事，无名早已看淡一切，见師兄破军流离失所，便把破军安置在中华楼，未免破軍無所事事，更為其安排工作，負責照顧，抹拭剑庐内的藏剑。因破軍劍宗出身，亦喜獲此職。後风云之事已了，破军心无所牵挂，於是就此安頓了下來。
後來新一代东瀛第一高手—唐手船越前来挑战無名，滥杀中华楼众老，摧毁中华楼。破军出手阻止唐手，但因为尽忘武招，一时落于下风，在唐手重击头颅之下，破军把遗忘的一切记起，祭起”杀破狼”，跟唐手激战。破军曾服龙元，功力之高，惟无名风云可比，但这一次，他竟然败阵。众人本以为这是因为”杀破狼”必须人刀剑合一，方能发挥至高威力，此刻破軍手上並無貪狼刃刀劍，故不能發揮全部實力所致。殊不知破军是得知了步惊云破封后，习得新招”无求易诀”，竟诈败引唐手到傲云峰给步惊云试招！唐手得悉被破军愚弄，怒不可遏，欲打败步惊云以雪耻。步惊云冰封二十年，功力不退反进，唐手绝非对手，不出两招便已败阵。破军无所事事，发现断浪之子神锋。神锋师承皇影，武功极高。此時正逢圣王为破家族宿命，先派东瀛大将军捕捉风云，后命颜会夺神锋兵刃。神锋惨败被重创，皇影所传的”惊寂刀”亦被夺走，於是遂找颜会，要夺回神兵。破军不知神锋是断浪之子，心感熟悉，一直尾随神锋。后来，神锋巧遇破军儿子一家。破军儿子因为破军当年所留的刀劍”天刃贪狼”，而被鬼刀门门人骚扰，神锋出手相助，破军对神锋好感渐生，亦对儿子受扰感到内疚，遂取回”天刃贪狼”。 神锋终于找到圣王，适逢圣王挑战无名，无名中计受创。神锋义愤难当，出手攻敌，但圣王只派颜会上阵。神锋伤重未愈，且手无寸铁，渐落下风。破军见圣王伤害无名在先，夺神锋”惊寂”在后，借出“天刃刀”、”贪狼剑”。圣王为免神锋纠缠，出言相助，神锋的七式刀意被破。破军的”天刃贪狼”二十年首度出手，破军决不容许自己的兵器落于下风，於是传功相助，令神锋大败颜会。颜会輸後，圣王亲自出手，破军与之正面交锋。破军之强不下无名，圣王重创无名后，自身亦受伤不轻。圣王心感并无胜望，一招过后，立时退走，并返回扶馀国。 破军对神锋极有好感，加上孙女小翠爱上神锋，遂一再加以指点。无名亦属意神锋往救风云，于是破军带同神锋前往长生塔。长生塔上记录了不久前慕名镇发生的大战，神锋观之不禁起舞，把大战中众人的武功融会。神锋武学大进，但内力并未同时提升，身陷险境。幸好破军、无名出手相助，以自身内力开启神锋体内”气海无涯”神功。神锋神功初成，与东瀛高手无量一刀较量，破军又借出天刃给神锋，贪狼给无量一刀，一决高下。 自此以后，破军一度隐居，直至无名与义兄慕应雄一战，以惊世剑力，开启剑界。剑界中人—剑岳藉机逃出。无名一战之后，功力全失，为试剑岳，以元天剑诀为名，邀破军前来。
破军骤闻”元天剑诀”，神色凝重。原来，破军之父剑慧，因为剑艺并非最强，不能习练”万剑归宗”，深以为憾，后来得知剑宗内竟有一不相伯仲的武功”元天剑诀”，便发狂寻找，并立下誓愿，不得”元天剑诀”，一生不出剑宗。一代剑道宗师，竟因此被困剑宗之内。 剑岳出现，破军一试剑岳剑艺，”杀破狼”等强招竟全无作用。无名后又布局，风云破军三人合力，终于成功让剑岳吐出剑界之秘。剑界开启在即，为将剑岳再度困入剑界，破军伪装成魔魁，合无名、破军、无悲三人之力，终将剑岳押回剑界。 破军在剑界一役后退隐江湖，不问世事，但是江湖却传来消息：魔魁蓝武要把江湖二分，挑战整个正道，所有押注正道者，一旦正道败阵，便会被杀灭。步惊云为救众人，自毁正道壁，但破军却早已押注在步惊云身上，决不言悔。 喜包店，群魔汇聚，破军邀请群魔吃包，吃包后，与群魔会战。破军实力强横，先败一忧、再败亦邪、武天下，气势一时无两。可惜，绝心与蓝武联手合击，破军的杀破狼却被洪飞所制，形势恶劣。这时，无争以隐剑流绝学“无相隐诀”偷袭，破军几乎身首异处。 破军身负重伤，幸为聂风和神锋所救。其后聂风同告受伤，神锋和霍动守关时，无争再施偷袭，霍动不幸身亡。破军因全力疗伤，未及出手，心中不禁难受。
随后步惊云于天下会旧址邀请天下门派，办惊云大会，成立惊云道，破军成为一大助力。直到风云击败连城志后，无名与破军重回剑宗，並陪伴着師弟无名走完人生最后一程。
內功：刑凶罡气、龍元
武學：斩草留根、舍心印、囚剑诀、万剑朝皇、殺破狼
成名絕技：殺破狼
自創的武學：天狼杀
使用兵器：长生剑、贪狼剑、天刃刀、白鶴劍、九黎刀
師父：劍慧
妻子：小琴
兒子：名字不明
孙女：小翠
徒弟：擎羊、陀羅、劍晨

## 中华阁
无名和其它武林人仕归隐居住的地方。
剑晨：『舊十魔之一』
飾演角色：邢岷山（電視劇）／黄家诺（电视剧风云二）
配音：古巨基（國語廣播劇）
幼时被笑三笑安置給无名收养。无名取剑晨这个名字，是希望其剑道中的修为如晨曦，光而不烈，柔而不弱，既能普照萬物，卻不暴烈；而且当中那个晨字，也是为纪念其师兄晨峰一生磊落胸怀，侠骨仁风而取。
在风云漫画第一部的后面的剧情，绝无神入侵中原，破军为拉拢无名对付绝无神，为剑晨解除了「舍心印」。之后在為了對抗東瀛霸者绝无神，聂风甘願入魔道，而步驚雲为了助其脱离魔道，和聂风接連生死火拼。決戰到最后，步驚雲跌落山崖，數十年間不知所終。而这十几年期间，剑晨担任起照顾于楚楚及親生兒子「云儿」的责任，这段时光可以說是剑晨生命中最快乐的时光。 　　
第二部开始，風雲神話绝迹江湖的十几年之后，一个神秘的门派「天门」崛起，到处网罗绝世高手和神兵，意图不明。后来「天门」找上了步驚雲、剑晨、破军、怀空、皇影和断浪為「七武屠龍」人選。最后得知天门的门主帝释天，想在十甲子才出现一次的「惊瑞」期间，进行屠龙奪取「龙元」的计划。 　　
在「七武屠龙」一役後，風雲各自搶奪一顆龍元，帝释天唯恐二人服下龍元後功力大增，加上兩人的「摩訶無量」強大無比，逐出手欲將風雲滅除，危急之際，剑晨以身抵擋帝释天重招，而被击堕進茫茫的大海之中。所幸大难不死，漂流到扶余岛，被无名的兄长的慕应雄所救，而且收为徒弟，授于「无天绝剑」，在岛上又过了二十多年的时光。 　　
后来扶余岛的圣王，为了实现一统中原的野心，但又怕无名从中破坏，因此送上绝色美女对剑晨进行利诱。而剑晨與无名相逢以後，趁其無防备之時，執劍痛下殺手，致无名于死地，但无名卻早已從「晦冥剑」的剑心摸透劍晨的心思，並震断了劍心，所幸並無任何創傷，但心中却充满了悲痛，因为爱徒又一次背叛了自己。  　　
在圣王破龙穴之后，无名和慕应雄进行了一场剑决。在剑决之前，慕应雄为求公平，挥剑斩断了自己的右手。后来绝心得到慕应雄断了的右手，胁逼雪华佗为剑晨接驳这只右手，並且將慕应雄生前用过的丹心剑交予剑晨使用。 　
剑决事件之后，笑三笑对无名预言会出现扰乱江湖的「十魔」，无名为了应对「十魔」的出现，把可能会成为「十魔」的人选都引到了大足石刻的轮圈湖，并宣称传说中的剑界入口在此湖当中。之后在轮圈湖一役中，群雄合力开启了剑界的入口，剑晨虽然进入了剑界但一无所获。萬念俱灰之下，机缘巧合在一處山洞中得到了小武無意間留下的「玄阴十二剑」剑意，但受限於資質，只得以身刻下前六劍而已。凭借玄阴前六剑，击败绝心並挑战武无敌，在与武无敌对战中领悟了玄阴第七剑，并用第七剑刺盲了武无敌。连挫两大高手之后，剑晨向步驚雲发起了挑战，但在和步驚雲对战中，过于浮躁，始终奈何不了步驚雲的无求易诀，最后在没有结果的情况下结束了这场战斗。剑晨被隼人天隐擒获，因为隼人天隐想从剑晨身上吸取玄阴剑意，修练《万道森罗》中的玄阴道。剑晨被吸走玄阴剑意之后生死未知。后步驚雲来到东瀛，救出剑晨，剑晨已看破一切。
專屬神兵：英雄剑、丹心剑
使用過的神兵：晦冥剑
根據地：豹嶽劍莊(非法佔據)
武功：莫名剑法、斩草留根、玄陰十二劍前七劍（前訣-玄陰六劍-風雷之劍，玄陰第七劍由小武身上學之）、無天絶劍、无为剑道
武學：名動一時、無天絶劍_狂龍吞天、玄陰第一劍_天地唯我道、玄陰第二劍_天雷導我劍、玄陰第三劍_萬物成我劍、玄陰第四劍_乾坤任我行、玄陰第五劍_眾生由我滅、玄陰第六劍_兩極彈我劍、玄陰第七劍_奪目唯色滅。
師父：無名、破軍、慕應雄
屬下：霍男、水德劭(豹嶽劍莊莊主)
死因：步驚雲与隼人天隐决斗时，剑晨心如虚空，吸纳了全部的「玄阴十二剑」。隼人发怒，奋力收工，玄阴剑气破体而出，剑晨形体化为飞灰，壮烈死亡。

### 无名三僕
当年无名行走于江湖上时，跟随的三名随从。后因无名归隐，而隐姓埋名，但其忠诚并未随着时光消逝，深信主人只是一时迷惘，而等待无名的复出。
「七海龙王」：
无名首僕，亦是三僕中功力最强。为寻杀害无名之妻的凶手，故而创立「巨鲸帮」，为巨鲸帮幕后老大。
武功：龙覇拳、龙吟气、龙游步
死因：死于皇影黃金刀气。
「追魂鬼虎」：
三僕中排名第二，但与无名却情似兄弟。轻功不下于聂风。
年輕時，遭人陷害，兇手不單毀其容貌，更欲將之埋屍荒野。就在垂危之際，幸得無名相救。劫後餘生變得奇醜無比，但無名不單不嫌棄，還傳授武功，使的鬼虎感到溫暖，故一直以來都甘心為樸。
武功：兽穴法、鬼影腿法、猛虎爪法
「九天凤舞」：
绰号：「箭中神」
三僕中排名第三，因与丈夫龙袖杀戮过多，被泥菩萨断言无子之命，但在泥菩萨指点后，于天下会山下天荫城，救下险死于胎死腹中的龙儿，并收为养子。
專屬神兵：凤舞箭
武功：凤舞箭・凤舞九天
死因:风云二人困于冰川之下，需龙元才可使二人复苏。为找寻龙元，凤舞死于心力交瘁。

### 中华十老
丁算天：
中华阁掌柜，被姣罗刹杀死。
天祥叔：
中华阁伙计，被姣罗刹杀死。
铁森：
中华阁伙计，被姣罗刹杀死。
孟忍：
中华阁伙计，孟忍要杀雄霸报杀父之仇，被中华阁内武林人仕阻止。随后被姣罗刹杀死。
佛笑临：
中华阁伙计。被姣罗刹杀死。
花玉男：
中华阁伙计，因练功无法娶妻，结果出卖无名给无神绝宫。
武功：花神手
死因：因為背叛無名，而後被無名放走，卻又被破军殺死。
乌鸦：
中华阁伙计，精于鸟语。被姣罗刹杀死。
连眉：
中华阁伙计。被姣罗刹杀死。
福安安：
中华阁伙计。被姣罗刹杀死。
乾坤不精：
中华阁伙计，熟通相理。被姣罗刹杀死。
丁解：
中华阁厨子。
武功：五味快刀
死因：被唐手船越一拳擊殺，藉此來逼迫無名現身。

## 拜剑山庄
傲日：
拜剑山庄先祖。
聂英发觉体内疯狂的血再难自控，求助挚友傲日，并将事情相告。其时傲日乃铸剑名师，且拥有一块己在黑暗中待上千年的寒铁。得知详情后，二人不断研究，终悟出须把寒铁铸成一柄绝世好剑，方可毁去至热的火麒麟，与及克制聂英的疯血。
傲天：
組織門派：拜剑山庄庄主
剑快、年轻、骄傲，为求一胜，不惜性命。在剑祭中因惧怕剑池内的烈火而退却。
使用兵器：长离剑、大钝剑、离愁剑
武學：不群剑法
師父：剑魔
死因：被天皇次子所杀。
傲夫人：
拜剑山庄主之母。
剑魔杀其夫，正要把婴儿傲天杀死时，傲夫人以自己的命要挟要剑魔放过傲天。从此傲夫人幪上面纱，而剑魔亦留在拜剑山庄为傲夫人办事。最后以身相救傲天死在步驚雲剑下。
傲拜：
組織門派：拜剑山庄庄主。
傲天之子。自小因其父在绝世好剑剑祭中因惧怕剑池内的烈火而退却，反令绝世好剑被步驚雲所取，使拜剑山庄而败落，为重振拜剑山庄拜绝心手下无悲为师，并欲重铸先祖封印的败亡之剑重振拜剑山庄。
武學：断脉剑气、八拜劍法、佛魔手
陣法：天人共拜
使用兵器：败亡之剑
師父：無悲
死因：因已無利用價值，被其师无悲，吸尽功力而死。
长离剑老：
拜剑山庄四剑老之首，并说剑魔邀剑贫到拜剑山庄，说要其回去见一柄绝世好剑，剑贫贪婪地立即应承。
钟眉：
組織門派：拜剑山庄第三代铸剑师。
武學：摄剑法
死因：最后以绝世好剑刺向自己身体，以铸剑师的血为剑开锋，但剑依然晦暗无光。
温弩：
組織門派：拜剑山庄守剑奴之一。
专责守卫铸炼着的绝世好剑，后步驚雲得剑侍他为主。
使用兵器：巨魄剑
死因：為保步驚雲，被破军杀死。
冷胭：
組織門派：拜剑山庄守剑奴之一。
专责守卫铸炼着的绝世好剑，后步驚雲得剑侍他为主。
使用兵器：两仪旋风剑
劍缺：
傲拜時期拜劍山莊第一護劍衛
田中鵬、田中鶴：
傲拜時期拜劍山莊兩大管家，武林人稱「田園劍老」
司空刃：
傲拜時期鑄劍師
傲九剛：
傲拜叔父，後皈依佛門，在萬劫谷與上百僧人以佛法鎮壓「大邪王」
玄鐵：
拜劍山莊早期鑄劍師，曾偷走敗亡之劍的劍魂

## 铁门
铁道：
組織門派：铁门掌门。
「天罪」设计师。
武功：炼铁手
專長：依武功的招式特性設計並鑄造神兵
铁神：
組織門派：铁门、鐵心島島主
为铁道首徒，但志不在铸造，在争选掌门人时，埋下与其弟铁狂屠的恩怨。多年后，与知心「心使」相遇，后而前往矿藏丰富的铁心岛，与心使共同设计出近乎完美的战甲「天劫」，但因疑虑未有能力铸成而延迟...
武功：破空元手、炼铁手
專長：依武功的招式特性而設計神兵
師父：鐵道
徒弟：懷滅、懷空、白伶
铁狂屠：
組織門派：铁门、鐵心島島主(篡位)
铁神之弟，铁道之徒，神兵「天罪」的鑄造者。
后因争夺铁门掌门未果，挟持乾震之子逃到铁心岛，更发现了自己兄长铁神设计未成的“天劫战甲”。铁狂屠野心勃勃，毒害铁神，占据铁心岛，招兵买马，以求报当年三帮七会暗中施招令他失去铁门掌门之仇。为了制造天劫战甲，铁狂屠命令怀空，怀灭和白伶去寻找绝世好剑。最后铁狂屠成功得到了绝世好剑，并偷了天罪以鑄造天罪。虽其计谋被怀灭和怀空识破，但天劫战甲已经大功告成。穿了天却战甲的铁狂屠不仅轻易将怀灭击败，还在一天之内消灭了三帮七会。随后，破军挑战铁狂屠并将其打败。回到铁心島的铁狂屠发现自己脱不了天劫战甲，为此崩溃，最后被练成练铁手的怀空打败。随后被步惊云杀死。天劫战甲也被重铸成天罪。
武功：血霸狂手印、天罗杀
專屬神兵：天劫战甲
專長：鑄造神兵
部屬：鐵門五獸
創作：天罪、天劫战甲
铁智：
組織門派：铁门
铁道之徒，善于设计机关，精于兵刃设计，争选掌门人时锻造出天罪剑鞘，后居于后陵地下，其后被天门所擒重铸天罪與驚寂刀。
師父：鐵道
專長：鑄造神兵、重鑄神兵
創作：天罪剑鞘
怀灭：
其它姓名：古青林
绰号：一狂
組織門派：铁心島、黑閭首領、天門、惊云道副门主
铁神的徒弟。第三部拾回怀空的天罪碎片，并重铸，收为己用。不幸，之后被大当家二徒弟二豹以一招所斃，天罪也落入敵方手中。
武功：破空元手、混元七殛、狂兽殛道
專屬神兵：铁链、天罪
師父:鐵神、帝釋天
徒弟:易風
寵物：血豹
怀空：
組織門派：铁心島
铁神之徒。屠龍七武器之中的「天罪」持有者。
因怀灭事情愤怒至极和帝释天单挑而死，临死前托付步驚雲一定要杀死帝释天。
武功：破空元手、炼铁手
專屬神兵：天罪
師父:鐵神
白伶：
組織門派：铁心島
铁神之徒。被骆仙杀死。
專屬神兵：横眉刺
師父:鐵神
神武使：

### 铁门五兽
铁狂屠暗中訓練的五大弟子
铁头：頭頭是道
武功：铁转天移、头头是道
铁腿：殘而不廢
武功：残天铁腿
铁手：掌下無存
武功：铁旋斩
铁咀：有口難言
武功：铁龙吐珠
铁准：鼻嗅四方
武功：鼻嗅四方

## 天门
「帝释天」徐福：
其他姓名：徐福。即秦朝时期的徐福。
組織門派：天門門主。
奉秦始皇命寻长生不老药，因捕获凤凰服下凤血而长生不死。后游戏人间，欲集齐「屠龙七武」，获得「龙元」，却不想「屠龙七武」时龙元被分成七分。步驚雲吃下一颗龙元与以死相搏的怀空，一起击败了帝释天。為化解頽勢，帝释天被怒风雷設計傳功「五雷化极」，而遭到五雷化極反蝕漸漸化掉功力，危急之際挟持鬼虎逃走，離去時更慘被步驚雲以絕世好劍齊肩砍去一條手臂。
內功：圣心诀
武學：聖心四劫、万剑归宗、帝天狂雷、万刃穿云、七无绝境、帝天刺、雪血爪
部屬：冰皇、神将、神官、神判、童皇
死因：被断浪斩首，並奪走龙元。
「神母」骆仙：
內功：圣心诀
武學：烈元絶手、幻阳神指
師父：帝释天
原名骆仙，自小被帝释天纳为入室弟子，地位尊崇，却恋上坚毅正直的怀空。可惜怀空心有所属，神母逼不得已杀掉白伶夺爱，后才知铸成大错，愧疚之下，更不惜为救怀空背叛天门，身死心死。
冰皇：
武學：雪血爪
冰皇原本是帝释天的弟子，因受到女人的挑拨而挑战帝释天，结果惨败并被冰封了多年。后来帝释为夺取神将的龙元而将其释放并命令他追杀神将。虽然冰皇成功杀死了神将和小梅，但找不到龙元，只能无功而返。随后受帝释天命令对付步惊云，但与步惊云对战时杀死步惊云的女儿。此举激怒了步惊云，导致冰皇被步惊云杀死。
死因：被步惊云打成肉酱，死无全尸
神将：
本为风云小说中原创人物，出现于漫画第一部后半段，实力非凡喜欢啃食智者、強者、勇者的脑浆。后来收断浪为徒并教断浪武功绝学“火雷罡气”，实力很强，能够生擒聂风。在屠龙时与断浪对付水族的首领龙勇，并杀死了许多水族的人。屠龙后取得一颗龙脉，导致帝释天命令冰皇追杀神将。
內功：灭世魔身
武功：火雷罡气 、冰冥手
徒弟：斷浪
死因：为了保护小梅被冰皇重创，但也未能保护小梅的生命，最后和她成为冰雕，死于冰皇的雪血爪。
武德：
武功：铁筋爪
弦真：
泰乙：
武功：干冰掌
神官：
神判：
死因：與水族的龍勇和子茵同歸於盡。

## 武家天下
(中原武林三大勢力)
武无二：
武家先祖，以天命刀与大邪王决斗，武器为天命刀。
使用兵器：天命刀
武功：無二刀法
武天下：『新十魔之一』
武无敌兄长，无法练武，因此获得家传宝刀「天命刀」，但仍无法破解天命刀之秘，后来将天命刀传给其子阿牛，阿牛在武天下死后继承武天下之名行走江湖。
武無敵：『舊十魔之一』
绰号：「十强武者」
十强武者武无敌，一度曾经是江湖上神龙见首不见尾的无敌传说，功力极高，曾以「玄武真功」重创并击败过帝释天，随后一度绝迹武林。武无敌三百年前的祖先武无二和「大邪王」的最初拥有者雲顶天进行了一场惊天动地的决战，在决战的最后，雲顶天惨胜。就在此时，天降惊雷，想劈死雲顶天，但雲顶天却自杀了，而且临死前利用大邪王留下了恶毒的诅咒：灭尽佛门和武家永世不能出武学奇才。后来大邪王被佛门中人用一特制铁匣封印，后来为了加强封印的效果，把它放进一尊佛像当中，并有和尚日夜守护。但雲顶天留下的诅咒却在发挥着作用。 　　
武氏一族的这种状况到了武无敌父亲一代得到了改变，武无敌父亲利用玄门术数改变了命格，破除了大半的血咒，因而诞生出武无敌这个武学奇才。武无敌凭借自己的武学天赋，创出了《玄武真功》和《十强武道》这两种绝学。 　　
武无敌曾经把帝释天打到重伤，启发第三猪皇领悟创刀，教授文隆《玄武真功》，并在凌云窟留下一式奇招—《十方无敌》中的进招，后来被聂风习得。武无敌为了完全破除武家的诅咒，于是帮绝心取得了「大邪王」，並提點絕心若要大邪王發揮無上邪威，需以擅用兵器的強者之血開鋒。經武無敵提點之後，首推人選便是天劍神話，来到「无名」居住的慕名镇大肆破坏，聂风、步驚雲两人前来助战，但被武无敌阻止（因为大邪王还没有发挥出它的真正威力——绝心还没有完全领悟邪王十劫），风云二人和武无敌缠斗了一段时间之后，武无敌离开。之后武无敌和绝心约定在三个月后来一场决斗，这场决斗是破除武氏一族血咒的关键。 　　
在这三个月当中，武无敌先和步驚雲进行了一场决斗，因为之前步驚雲刺破了武无敌的衣服，这使自尊心极强的武无敌无法授受（一直认为自己是天下无敌的），决斗地点在大沙漠当中。
在决斗期间，两人无意中堕进了长埋地下的楼兰遗址当中，被困三日之后武无敌显得惊慌失措，胡乱寻找出口，结果被乱石压住了身体，完全动弹不得。后来被步驚雲所救。从这次楼兰被困中，武无敌的心态发生了变化，变得不再那么自大。 　　
三个月约战时间来到，武无敌和绝心展开决战，在决战的前半段，一直是武无敌处于优势，后来绝心利用大邪王，把武无敌带到了九无空界。在九无空界中，绝心扳回了劣势，把武无敌重创，在紧要关头，武无敌悟出了把《十强武道》化成十道兵器和绝心对抗，后来又有武天下（武无敌的侄子）「天命刀」的帮助，武无敌从九无空界中脱困。最后这场决斗的结果是武无敌和绝心两败俱伤。 　　
这场决斗过后，武无敌想把在决斗中悟出的把《十强武道》化成十道兵器的想法变成现实（天道战匣最初的构思），独自离开了。 　　
武无敌离开的这段时间，「无名」和慕应雄进行了一场剑决，在剑决过程中开启了传说中的剑界入口，但无名在此战中受了重伤。之后笑三笑预言武林将会出现“十魔”扰乱江湖的局面，无名为了应对十魔的出现，把十魔都引到了大足石刻的轮圈湖，并宣称传说中的剑界入口在此湖当中。之后在轮圈湖一役中，群雄合力开启了剑界。轮圈湖一役之后，武无敌带着天道战匣重新出现在武林之中。 　　
这时剑晨从剑界回来后，在一山洞中，剑晨机缘巧合下得到了《玄阴十二剑》中的前六剑剑意（这些剑意是小武从剑界中的剑池带回来的），并且用它打败了绝心。之后剑晨为了逼武无敌和自己交手（剑晨想证明自己的实力），想捉小武，但被小武逃脱了。 　　
武无敌知道这件事后，找剑晨算帐。在和剑晨对战中，魔魁少年出现，指点剑晨的《玄阴十二剑》，使武无敌受创，这时小武带着天道战匣前来助战。在后来的战斗中武无敌的眼睛被剑晨临阵领悟的玄阴第七剑刺盲，但在和小武合作之下，竭尽全力消灭了魔魁少年，剑晨也负伤离开。 　　
之后剑晨趁小武一个人的时候把小武捉住，想从小武身上夺取余下的《玄阴十二剑》，在最后关头，武无敌用尽最后的力量发动了「无天剑虎诀」，把剑晨打跑了，武无敌用完「无天剑虎诀」之后力竭而亡。
內功：玄武真功
武功：十强武道「無二刀法、問天槍訣、天命劍道、大易戟譜、虎哮棍集、山海拳經、玄武神掌、烈強絶腿、圓融金指、甲骨龍爪」、十方无敌、强极十道、无天剑虎诀。
使用兵器：天道战匣，兽心灭剑
創作：天道战匣
小武：
組織門派：巨鯨幫長勝堂、武家天下
一代宗師『十強武者』武无敌之子，天資聰悟，更擁有超乎常人的洞悉力，只願將畢生見聞武林各派武功精要滙集為一，盡有記錄於秘典中《天邪戰鑑》的作者。武学天份高但不喜欢练武。
內功：玄武真功、赤火神功(無天煉獄失傳奇功之一)、玄陰十二劍陰寒內力
武功：十强武道「無二刀法、問天槍訣、天命劍道、大易戟譜、虎哮棍集、山海拳經、玄武神掌、烈強絶腿、圓融金指、甲骨龍爪」、速水無痕、天命十訣、十方无敌、无天剑虎诀、玄陰十二劍
武學：問天槍訣_回馬問天
特殊武學：赤火神功引發的潛能(可預測即將發生的事)
特殊護具(手套)：絲甲神捕(太湖鎢絲織成的，柔軟如絲，堅韌如鋼，運使天道戰匣，無懼其鋒銳)
專長：可將高手的戰鬥紀錄完全記錄的天邪战鉴、可預測即將發生的事
絕世兵器：天道戰匣。
武天下：
其他姓名：阿牛
組織門派：武家天下門主
武天下之子，破解天命刀之秘，进入九空无界，治愈其聋哑，在其父死后继承武天下之名，小武一起创立武家天下。
武功：無二刀法、天命十訣
使用兵器：天命刀
部屬：武强、武政、武励、武治
死因：被他的部属武强、武政、武励和武治杀死
武强、武政、武励、武治：
为了夺取圆觉心铭，背叛并杀死武天下，夺了天命刀。后为了得到药思赐的神力便与黑井互相残杀，
最后只有武强与黑井活下来，最后被黑井杀死。

## 佛门

### 弥隐寺
僧皇：
不惑：
不虚大师：
无名之朋友，是一位云游四方的高僧。路过天下会山下天荫城，遇见龙袖与凤舞误会了他们，替代产妇剖腹产子（龙儿）。后来见婴孩生来冤气甚重，想抚养或可以佛法将其潜移默化。但龙袖他们不许要自己抚养。最后转过身，慢慢离去，却又忽然念道：「动尔莫结冤，冤深难角结，一日结成冤，千世化不脱。人生如一梦，何必去寻觅，我见结冤人，尽被冤磨折 ……」，后被破军使出的是苦练十年为对付无名的《杀破狼》杀死。
武功：因果转业诀、万道不倒
渡空大师：
弥隐寺主持，亦是不虚师兄，与不虚在江湖中合称不渡虚空之号。渡空把步驚雲锁住，原来渡空是侠王府吕义的胞兄，步驚雲杀尽侠王府上下，他现在就要慢慢折磨步驚雲去报仇。后步驚雲逃走，穷追渡空，把其左臂斩断，最后被破军杀死。
武功：八叶罗汉阵、佛血心经
道玄：
神忍：
隼人天隐的弟弟，被隼人天隐派往中原去取照心境，但被僧皇擊倒。僧皇與神忍立約，只要神忍練成因果轉業訣，照心鏡即時送上。
組織門派：隐剑流
武功：因果转业诀

### 天佛古寺
铁實神僧
受童皇所托，看守雄霸之女。二十年前被无名斩断左臂，二十年后被无名废功。
武功：金佛甲

### 摩陀兰若
战如来：
武功：千手如来诀、杀心雷
死因：被龙儿击败后，战如来被赶来的断浪杀死
明镜神僧：
武功：因果转业诀
心明：
一憂：藍武僕人『新十魔之一』
武學：藍霆四式(藍武獨門刀招)
輕功：水挪移
死因：入魔、被聶風斷首
慈觉：

### 金刚寺
怒目禅师：
十二棍僧：

## 水族
在屠龙一役中灭族
水神老祖
組織門派：水族首任族長。
沉睡百年的水族最後高手。
水神老祖的傳說：百年之前，有一座島「湖心島」。島民生活簡樸，漁業為生，與世無爭。一日，一群不明來歷的怪魚，將魚群趕走，還把漁船砸毀，更將對外聯繫的路堵截。島民頓感孤立無援。與此同時，他們發現島上的湖發出酷熱，村民們便猜測是否與怪魚出現有關。於是當代水族族長便潛下水裡查探。卻在水裡誤入龍口之中，沾染上龍血。自此之後，水族族長的功力與智慧一日千里，更自創水神訣，收服怪魚。亦因如此，水族人對他奉若神明，尊稱「水神」。
臨死之前，曾留下遺言，若有朝水族遇上空前危難之時，可用四大瑞獸之血將他喚醒。
武學：水神訣
死因：驚瑞之日，神龍一出，一口就將水神老祖吃下去。
龙勇
組織門派：水族族長
武學：水神訣
死因：與天門一眾部下和神判同歸於盡。
海老
組織門派：水族前任族長。
當水族遇上危難時，挺身阻擋。
武學：水神訣
严非
組織門派：水族前任族長。
當水族遇上危難時，挺身阻擋。
武學：水神訣
童钟
組織門派：水族前任族長。
當水族遇上危難時，挺身阻擋。
武學：水神訣
子茵
將水族的地形及佈署等情報出賣給帝釋天，希望能藉由帝釋天之手屠掉神龍，讓所有村民能夠從盲目的信仰神龍轉為自己而活，但最後換來的結果竟是滅族之災。
死因：與天門一眾部下和神判同歸於盡。

## 中原皇朝
武昌皇帝：
飾演角色：谭耀文（電影）／张昕（电视剧）
武功：皇拳、十强武道、十方无敌「殺招、守招」、創刀
文隆皇帝：
武昌之兄。皇族最強高手。
自小與武昌兄弟和睦，無分彼此。可惜神州帝制只傳長子，故先帝駕崩後，順理成章繼承皇位。然而文隆認為武昌文通武略、才智過人，較之更為適合登其皇位，便將玉璽交給武昌，而自己隱居於萬竹林頤養天年。
內功：玄武真功
武功：皇拳
曹公公：
飾演角色：陳榮峻（電影）／朱通（电视剧）
皇帝近身侍臣，实为绝无神十年前遣来以应接无神绝宫门众混进皇宫。与天皇去凌云窟抢龙脉时被火麒麟杀死。
七劫喇嘛：
职责是把入侵七层地狱的入侵者送上极乐世界，并为狱中囚犯死后念经超渡。
刀头老大：
十大侍卫之首，职责把守七层地狱。
武功：千刀杀
禧宏太子
孟三虎
禧宏太子近身侍卫
雄武：
組織門派：三絕門、皇朝守衛
因其師將「三分歸元」秘笈傳給雄武、雄霸便對師父及雄武下毒。後來雄霸的天下會勢力坐大，雄武便投靠皇帝，暗中修練「三分歸元」。修練至大成後，欲找雄霸報仇，但雄霸卻已被風雲所敗，不知所終。
內功：三分歸元
武學：天霜拳、排雲掌、風神腿
師父：三絕老人
死因:  白龙溪一役为保护皇上死于玄武君和赤猊手上。
岳信
洪英昌：御前十大侍卫之首，被绝心杀死
洪百隆：洪英昌之子，被绝心杀死
黄素问：执掌全国教育的大司徒
邝思勉：总管州县兵马的大司马
申仲平：吏部尚书
御前十大侍卫

### 逆劍宗
劍宗創自一代宗師「大劍師」，曾經如日中天，盛極一時。武林人士趨之若鶩，劍宗不斷坐大，甚至引起皇朝側目，有所顧忌。
於是派遣大內高手圍剿劍宗，務求挫其坐大之勢。當時劍宗掌門「劍智」並非頑抗，而是剖心遞劍，要求與皇帝一席對話。一番商討，最後不單願意交出劍宗所有武功祕笈，更在劍宗之內另立一門專門剋制劍宗武功的派別「逆劍宗」。
劍智此舉，是希望藉由正、逆兩派劍宗世代切磋競爭，而讓劍宗不斷高峰求進。可惜至「劍慧」一代，因私心自用「迴天冰訣」冰封劍宗，導致劍宗從此凋零，而逆劍宗也隨之逐漸淹沒江湖。
逆剑五祖:
赤金剑祖
仙木剑祖
速水剑祖
炫火剑祖
焦土剑祖

### 石家堡
石顶天
死因：被绝心杀死
石夫人、石家七子（大儿子石勇）

## 第一、第二、第三家

### 生死门
第一邪皇：
飾演角色：劉金全（電視劇）／黃德斌（電影）
生平不详，与第二刀皇及第三猪皇世交好友。
据猪皇描述，此人生性古怪且实力非常。「这人一出娘胎，任何事都是第一的。他复姓第一，亦是家中第一长子，自其四岁起，琴棋书画，无一不精，全都第一。论武功，他六岁习武，一年后已不须师傅；他的刀绝对比刀皇绝，剑亦比剑皇好，第一更是当之无愧！他，也是老子一生最崇拜的人。」 　　
为了躲避刀皇为争名的苦苦纠缠，亦是为了不因为魔所控而祸及苍生，邪皇选择了隐居。十一年前，邪皇称自己悟出了一套最理想的刀法而找猪皇痛饮，烂醉如泥之际，其子第一求胜向其提出挑战，邪皇本不愿应战，因这套刀法还有一个缺点，连猪皇都不敢试，可求胜却以死相求，出于无奈，邪皇只好提出点到为止，可最终却仍因战斗中无法控制魔性而杀死了求胜，在猪皇的孙女小桐的哭声中，邪皇魔性渐消，抱起求胜的尸体痛哭，同时发觉了所谓最理想之刀法亦是最扼杀生命之刀法，心灰意冷之际，遂与冷老及小桐退隐生死门，并收小桐为徒。
在风云等人对抗绝无神时，由于实力不足，遂在猪皇的带领下，众人来到邪皇的隐居之处「生死门」。在风云等人到达其住所后，听到屋内传出一声惨叫，猪皇亦接到了一双自门内飞出的手臂，在众人惊恐并疑惑时，猪皇得到了邪皇的允许，进屋与其相见，原来，邪皇是因担心无法控制自己的心绪，再做出追悔莫及之事，而自断了双臂。　　
邪皇内心善良，不愿再让魔刀误人误己，本不愿传授。但在众人的努力下，最终还是将其传给了聂风。
自創武學：魔刀、天道混元殛
徒弟：小桐、聶風
死因：因聶風入魔過深 ，為阻止他與之交手，被殺。
小桐：
第三猪皇孙女，第一邪皇之徒。
因第二刀皇硬闯魔池，而步驚雲亦无法阻他。刀皇闯入聂风练功的地方，这时见魔刀将成，魔池的池水慢慢流进魔字刀坑内。第二刀皇正想找聂风算帐，第一邪皇唯有现身力挡刀皇，但第一邪皇双手已断，根本无力抵挡刀皇。
死因：射箭偷袭刀皇，刀皇踢起雪饮，射向小桐。

### 断情居
第二刀皇：
飾演角色：鍾明和（電視劇）
第二梦之父。
一直都鞭策自己挑战邪皇，务要成为第一，可是每战皆仅差一招而落败，亦因如此，终于邪皇割席绝交。后第二刀皇带着第二梦已来到找第一邪皇决斗。因错杀小桐，而自断执刀之右臂，偿还自己的过错。
武學：無二刀法
自創武學：断情七絶
徒弟:段天刀
專屬神兵：争名刀、殺緣刀
死因：被蓝武設計，全身功力被吸盡，慘遭杀死。
第二梦：
飾演角色：蒋勤勤（電視劇）／黄奕（電視劇風雲二）／蔡卓妍（電影:風雲II）
動畫配音：韓雪（國語）；張紋嘉（粵語）
第二刀皇之独女，自少随父修练刀法，也承得剑皇传授剑法。
因其父刀劲刚烈无匹，剑皇剑劲却极阴柔，两股上乘内劲互相排斥，遂其脸上留下一道红斑。对爱情坚贞不二，就算聂风人性泯灭，记忆尽失，她仍坚持他的身旁，默默付出，长伴一生。
使用兵器：青隐剑
武學：断情七絶
師父：劍皇
死因：因絕心的計謀，慘遭中毒，其子易风本托步天送解药给第二梦，但遭沙维调包，终于毒发而亡。
第三猪皇：
飾演角色：程逝寒（電視劇）／林雪（電影）
第一、第二、第三原属世交，三人交情甚笃，但却因为武学友情起了波澜。天生游戏人间，寻欢作乐，猪皇把创刀演练一次给聂风看，说他自己不愿修身戒食来练刀，故他一直被刀皇小看。
教授徒弟的方式『教一半，自創一半』。跟第二刀皇一同被藍武設計，全身功力被吸盡，最後墮崖，身死不明。
自創武學：创刀
徒弟：聶風
死因：被蓝武設計，全身功力被吸盡，擊飛墮崖而死。

## 易天赌坊
易老大：
易風之養父，强迫芸苓嫁给他。
死因：被藍武的巨缺刀所殺。
芸苓：
易風之養母。
魅魆四将
邪王降世，四將來朝。
當年雲頂天慘敗，即透過大邪王將「怨」、「恨」、「仇」、「怒」四念殛於場中四人成為魅魆四将。而魅中四情一直薪火相傳，靜候真正主人降臨，鑄成完成大業，完成宿命。
怨无道
曾經救過被藍門追殺而重傷的步天，因神兵大邪王與邪王易風問世，逐履行家族世代的傳承，手持狂戾劍替邪王完成宿命。
使用兵器：狂戾劍
死因：被步驚雲一掌殺死。
仇无边
武學：摘葉斷腸劍
使用兵器：邪惡劍
怒无敌
魅魆四將中的最強者。生性孤傲，不削與魅魆三將為伍。
武學：九幽冥障、九幽冥爪
死因：藏龍穴外，易風一人執意單挑步驚雲，怒無敵唯恐易風不敵挺身硬拚步驚雲，最終亡於步驚雲的山海拳經「龍鱗破日」之下。
恨无量
邪王十劫的最終試煉者，只有在邪劫大成之時才會現身。
易風本欲以藍武的「絕惡之心」為借鏡，成就邪王第十劫。但藍武的「絕惡行徑」狂傲冷酷，趨向瘋狂麻木的地步，令易風心生反感，所幸離開，恨無量隨即現身阻擋。
死因：為了讓易風習得邪王第十劫，強硬逼迫易風，使得易風怒而殺之。
怒嫣翠：
怒无敌女儿，易风的仆人。
死因：死於絕心手上。
山城四怪：
「酒怪」杯不醉
「色怪」刀教头
使用兵器：刀
「财怪」毛不拔
武功：鐵算神彈
「气怪」贾虎威
武功：財大氣粗
易天島：
乾坤堂主：史達
史彪：
天升骨骼雄奇，臂力非凡，加之曾拜入鐵拳門下，雙拳如鋼。
史進：
史勇：

## 蓝月宗
蓝月圣主：
武功：无相破元气
死因：死于雪心男之手
路如嫣：
武功：七逆寒天劫
楚寒：
雪心男：
組織門派：藍月宗五旗旗主、不滅藍門、扶餘國蒼龍一族、東瀛將軍府
蓝月圣主与路如嫣之子。七歲習武，十歲入藍月宗，表面上追隨藍月聖主，暗裡跟隨路如焉習「七逆寒天劫」，目的是顛覆藍月宗，斬殺藍月聖主，替母報仇。之後轉投藍武，繼而又出賣他，其後又追隨聖王，暗地裡又跟東瀛大將軍勾結。
使用兵器：一禅剑、蓝银毒雪、将邪刀
武功：破禪手、蓝禅剑法、七逆寒天劫、无相破元气
死因：死于子路的無天劍絕「英雄無覓·唯我傲骨」之下。
左護法：白練堂
右護法：黑摩羅
銀旗旗主：銀狐
金旗旗主：金無就
白旗旗主：白敬
武功：絶烈爪
紅旗旗主：血裡紅
藍旗旗主：藍尊
金槍、怒鎚、鐵索三大堂主
蓝圣雄：新一代门主
組織門派：藍月宗宗主、驚雲道附屬門派
杜迁：新一代副领，被怀灭杀死

## 西域

### 毒桃园
仇万毒、仇千杀、仇百斩、吐信、蓝丹、蛇麟、响尾、火蛙、黑蝎、鼠煞、狂狗、猴妖、恶蛟、尸鹰

### 维夷族
雪华陀：
死因：絕心為助劍晨接續手臂，將雪華陀與家眷捉拿並脅迫。事成之後，劍晨食言反殺害雪華陀一家。
雪原、雪楚、慕黑、慕进
被剑晨杀死

### 毒影邪门
苗百邪
毒影邪门的門主。
內功：五道邪元
武學：百毒迷蹤、邪元混毒手
死因：為報妻仇，憤而殺上藍門火拼藍武，卻不敵藍武，最後欲發動「邪元蠱毒」殺死藍武，豈料藍武體內的「邪元蠱毒」早已被自己的女兒苗楚心解掉了。
卫十娘
苗百邪之妻。
內功：五道邪元
死因：因女兒連日被藍武所冷漠，一時氣憤找藍武理論，卻被一刀殺死。
苗楚心
苗百邪與卫十娘的女兒。藍武的妻子。
在藍武武功盡廢之後，仍然細心照顧。
武學：邪元混毒手
死因：最終被破神獸給咬死。
苗天就
苗百邪死後，毒影邪门的新任門主。
歸屬驚雲道之下。

## 扶余国

### 東方蒼龍一族
聖王：
組織門派：蒼龍一族、扶餘國國主
與雄霸相比，聖王沒有不世梟雄的狂傲霸念；卻有兼濟天下之宏願理想。較之帝釋天，他亦沒有為皇為帝的驚天野心；但卻胸懷帝王之師的萬丈氣魄。比對於斷浪，更沒有矢言越眾的復仇執著；但他卻心存拯治蒼生的道統藍圖。
內功：聖王訣、三分歸元氣、蒼龍訣
武學：外王六藝書道、三「云十」劍、天霜拳、排雲掌、霜屢薄冰、風神腿、三分神指、黑水寒指、無天絕剑、圣王礼道、穹苍剑道、東方蒼龍
使用兵器：乾坤筆、大同劍
創作：琴曲「風急雲怒」、琴曲「傲嘯風雲我自王」
師父：慕應雄
死因：由於兒子赤猊甫一出世便將母子趕至渺無人煙之處，臨死前將畢生功力傳給赤猊，望能得到原諒，結果反被凌遲處死。
子路：
組織門派：扶餘國聖王
跟隨聖王十五年，無論是聖王的大同理想，還是其武功，都是子路畢生追求的目標。直至有一天，碰到慕應雄的妻子小瑜，讓他見識了「無天絕劍」的首招「天地初開」，頓時覺得過去的十五年歲月，讓子路慚愧的無地自容。其後，小瑜相勸子路，只要繼續留在聖王身邊，為他們辦事，酬勞就是慕應雄收子路為徒，傳授「無天絕劍」。可惜資質有限，僅能習得四招。
武學：易變藏龍、無天絕劍(僅四招)
師父：慕應雄
顏會：
年約四十，肌肉紮實，散發著一股令人望而生畏的氣勢。
戎霸
聖王的弟子。在聖王破龍穴之時，負責把守第二夢等人質。
婉若：
聖王的手下。派遣在劍晨身邊，以美色掌控和利用。
死因：因慕應雄要求劍晨親手殺死，劍晨不忍，婉若逐拿起匕首刺向慕應雄，卻反被慕應雄用兩根筷子刺穿雙眼而死。
赤猊：『新十魔之一』
組織門派：扶餘國蒼龍一族、隱劍流、宣化號、東瀛天皇
外型貓眼、兔唇、猴身、虎爪。出生之時，外型樣貌被聖王認為是奇恥大辱，聖王便將所有接生的人殺光，並將赤猊母子趕至渺無人煙之處。
得其父「聖王訣」真傳。一心成就大事，為此不擇手段，力求上攀。
內功：聖王訣、蒼龍訣、赤火神功

### 藏龍封穴
當年東方蒼龍建立藏龍封穴後，更將自身最上乘的武學「蒼龍訣」傳給四名忠心耿耿的部將，名為「藏龍四將」。令其不讓他人入墓破穴。
東方蒼龍：
武學：蒼龍訣
陣法：天機盤龍陣
靈武王：
隱居於扶余国第一高峰北水白山。扶余国權力最高者，也是最強者。
靖難王：
聖王的堂兄。遠赴中原帶領神鋒回扶餘國救慕應雄，對付聖王，以阻止九星破龍穴的計畫。
苦聖：
組織門派：藏龍四將之一「苦」
藏龍封穴的第一關鎮守者。
名為苦聖，只因擁有超越世人承受控苦的能力，刀名「八苦」，意謂已看盡世間的苦難。
武學：蒼龍訣之無邊苦訣、切苦鎖筋
專屬神兵：八苦
死因：死守藏龍封穴第一關，被聖王以無天劍絕一式「英雄無覓」攔腰斬。
死寂：
組織門派：藏龍四將之一「集」
藏龍封穴的第二關鎮守者之一。
陣法：天機盤龍陣
死因：因藏龍封穴第二關把守失敗，逐以身撞向滅因戰甲，以血喚醒戰甲的神威。
斷明：
組織門派：藏龍四將之一「滅」
藏龍封穴的第三關鎮守者。
武學：蒼龍長拳
專屬神兵：滅因戰甲
死因：被子路斩首。
小果：
組織門派：藏龍四將之一「道」
藏龍封穴的第四關鎮守者。
內功：蒼龍舍利
武學：蒼龍帝劍
死因：为保护龙穴而所有功力消耗待尽而死
集諦十二門禪
分別命名為：行、識、名、處、觸、受、愛、取、有、生、老、死。以禪入武，鎮守穴門。

## 飛翼幫
飛翼幫→神風盟聯盟幫會之一。
亦天生：
亦正：
使用兵器：正无邪
亦邪：『新十魔之一』
使用兵器：邪无正
武功：玄陰十二劍後六劍(後訣-玄陰六劍-冰火之劍，威力較前訣更強)，与亦正为做。和赤猊为友，却被赤猊背叛并献给隼人天隐，导致亦邪被隼人天隐吸收所有功力而死
树屋老祖：
亦正师父
杜英：飛翼幫新任幫主
二当家
小飞：
小飞父亲：
三当家

## 無天煉獄
赤火元祖：
当年赤家先祖「赤火元祖」当年远赴东瀛，得到柳生无极后人传予「赤火之道」，他将赤火之道结合自身武学，创出「赤火神功」，终于无敌于世。
但敗於赤家先祖手上的武林人士，認為其武功來自外族，不能信服，便出手擊殺散播謠言的人。在強橫實力之下，縱得天下無敵之名，卻不能贏盡人心。與此同時，先祖親人無故遇害，自己也被人暗中落毒。
至此方知，自己在武林之中正邪難容。於是痛定思痛，逐率領家人來到「無天煉獄」藏身隱居，更因為生怕後人一旦外出會遭到武林人士殺害，便立下祖訓，永世禁足門人。
赤绝：
无天不动尊，因与钱雯发生关系而诞下赤雪。赤浓姬知道这件事后将他杀死。
武功：赤火神功, 神夺七空
赤炼：
赤绝与赤浓姬所生之子。被剑嶽附身，与小武展开大战时被其点穴而无法动弹，欲强行挣脱束缚却不小心失去自己的双臂。随后，赤炼，蓝武和绝心联合想杀死步惊云，却被步惊云重创而发疯。与聂风，海泽武狼和隐剑流对战时杀死了牛王，最终死于赤猊之手。
赤雪：
赤家堡前堡主赤绝與婢女錢雯所生之女。连城志为了得到赤火神功而对赤雪下药并将其强暴。後來被大魔神部下重八所殺，並將之嫁禍步驚雲，成為連城志與步驚雲之間的最大仇隙。
武功：赤火神功, 神夺七空
赤浓姬：
赤绝之妻。赤绝为修练武功而冷落了赤浓姬，还与钱雯发生了关系，诞下赤雪。赤浓姬发现这件事后将赤绝杀死，将钱雯改造成蝙蝠怪物，更将年幼的赤雪夺走。赤浓姬想将赤雪许配给龙将，但被赤绝阻止。蓝武随后到来威胁赤浓姬以说出赤绝的下落，赤浓姬告诉蓝武赤绝己死，但蓝武不相信，将她残忍地杀死
钱雯：
赤绝之婢，赤雪之母
死因：被隐剑流重创而死
青越龍涎澤赤家堡少主赤雪之僕人,自小與主人感情深厚,忠心耿耿,唯後來二人同時愛上小武,嫌隙漸生.最終更因此決裂,為赤家堡所不容,只好與小武一起離開,雙宿雙棲
赤雪之婢
使用兵器：银龙软鞭
武功：赤火神功
日姥與青越同為赤家堡的人，視青越如同親生女兒，眼見青越隨小武離開龍延澤，日姥心繫對方安危,便與她一同離去,追隨左右。

### 四大守将
龙老大（赤一龙）：
麟老二：
凤老三：
龟老四：

### 赤护四剑
剑影：
赤护四剑之一的老大四劍之心
實力是赤护四剑当中最強。后投靠绝心。
使用兵器：神奪
內功：赤火神功
陣法：天地燎原
死因：被易风斩首

剑光：
赤护四剑之一的老二快絕之劍
內功：赤火神功
陣法：天地燎原
协助赤雪对付海泽武狼。随后投靠连城志，将神武一夫杀死。
死因：被易风杀死
剑力：
赤护四剑之一的老三強劍之力
被海澤武狼所殺
內功：赤火神功
陣法：天地燎原
剑火：
本名赤炎，赤护四剑之一的老四火灼之刀
因其子赤炫犯錯而背叛，後遭焚身而死
內功：赤火神功
武功：赤烈刀
陣法：天地燎原
赤炫：
赤炎之子。
被聶風踢死
內功：赤火神功
火狗：
赤炎之徒。鳳堂，第五縱隊的隊員。
內功：赤火神功
十二旗主：

## 冥狱群鬼
擅长制作毒药，与绝心陷害易风之母第二梦，因此被易风灭门
冥狱鬼王：
神医之弟，给第二梦下毒，导致其死亡。
死因：被易风杀死
白鬼、黑面、鬼判、白相
鬼王手下
二十白鬼
鬼王训练出的二十位死士

## 龟山
笑三笑：
年輕時機緣巧合，曾遇上四靈中的「神龜」。自此仙區永壽，於紅紅歲月中見盡人世起落，勘破生死變遷。
在漫長生命中，遇上一生摯愛「月瑜」，最後與之結為連理。不久，兩人更相繼誕下兩個兒子「笑驚天」及「笑傲世」。就在一生中最美滿的日子裡，一陣不安之感襲上心頭。隨著不安之感與日俱增，便潛心探究，終於發現一場摧毀人間的禍劫「千秋大劫」。
為了勘破天機，因為壽元大洩，一夜白頭。然後笑三笑認為一切都是神龜所託使命，因此仍日夜琢磨。最後決定與兩名兒子告別，暫離家園，縱橫中原四野，觀大地之氣脈，察星辰之變逆，見人生之起落，窮千秋之因由。
一別十五年，重返家園時，卻已物事全非，不但愛妻已死，就連兩名兒子也離家遠去。經過多番查探，在塞外邊陲一隅，得知兩名兒子的消息。
事過境遷，兩名兒子不但長大成人，更創立門戶，統領一眾邪門外道。眼見兒子偏行邪道，便力勸他們改過自新。但兄弟二人不能理解笑三笑拯救蒼生的慈悲之心，反而痛恨他拋妻棄子。眼見勸說無用，決定只好以實力制服二人。沒想到一戰過後，笑三笑竟被兩兄弟重創而驅離。
為了蒼生之福，笑三笑便決定大義滅親，以「大悲極樂散」向兩個下毒，但眼見兩個兒子因中毒而痛苦無比，笑三笑不忍之下，只好給予解藥。孰料笑驚天體質驚人，迅速復原，隨即反撲笑三笑，得手過後便帶著笑傲世逃離。
失去兒子蹤影後，決意屏除一切雜念，潛心探究大劫之秘。後得僧皇指教，並獲贈「照心鏡」。靠著照心鏡，以餘下的壽元寫下前四部「推背秘卷」。
徒弟：一劍、神龍、三絕
释素素：
归宗正：
五柳先生：
笑三笑弟子「一劍」。
「磨劍四十三，用在千秋時」。於二十之年，向笑三笑叩拜三日三夜，希望被收為弟子，以期學得一身驚世絕藝，報效國家。其後，笑三笑傳「引天」長劍，磨劍三十四年，就是為了用在千秋大劫開啟之時。畢生的使命就是保護素素，助她對抗千秋大劫。
在龜山下的小村祠堂中教書。為人內斂安靜，平實無華，讓人難以聯想到是一名絕世劍客。（实际只是炮灰，在漫画常被虐，根本不是绝世剑客，比剑皇弱）
使用兵器：引天之劍
武功：一劍訣
死因：被大当家秒杀
神龙：
笑三笑弟子「神龍」。
武功：降龍神腿
三绝：
笑三笑弟子「三絕」。
笑三笑擔憂千秋大劫與東瀛息息相關，便派三絕去東瀛潛伏。在因緣際會之下，結識蛤王並經由推薦加入隱劍流，擔任關眼一職。善使暗器、指揮蜜蜂。常用蜜蜂向中原人士通風報信。最終死於連城志的烈焰無相

## 东瀛勢力

### 东瀛皇朝
天皇：
被無名和步驚雲先後破解完美一招，無法接受失敗而自殺
武功：碎天絶手、完美一招
铁梯神煞：
天皇长子。与天皇入侵中原时以一人之力灭了无双城。在无双城一战中破了连独孤鸣的降龙神腿的最强招式杀龙求道，杀死并斩首独孤鸣。过后帮助天皇抢夺龙脉，结果目睹其弟姣罗刹死于断帅，更被步惊云重创而死。
使用兵器：铁梯
死因：被步惊云杀死
姣罗剎：
天皇次子，是阴阳人。喜好男性，只要見到喜歡的男性，便要求對方猜出自己的性別，猜對的便成為其男寵，而且其武器很奇葩，竟是手帕。虽然武他的武器令人不可思议，但却十分锋利，喜欢用它斩首敌人（作者有画到姣罗刹用手帕斩首他的男宠，还用手帕杀死傲天，剑贫和剑魔）。初次登场便把傲天，剑贫和剑魔斩首，随后想捉断浪以当他的男宠，但以失败告终。过后姣罗刹带他的手下灭了中华阁，还将中华阁的人全部斩首示众。与天皇抢夺龙脉时被断帅秒杀。
武器：手帕
死因：被断帅杀死
皇影：
組織門派：東瀛皇朝
綽號：「东瀛第一刀客」
本为皇族，因对练武爱刀成痴，便放弃成为天皇的机会和家庭，修为已达「黄金刀气」。皇影初到中原便觉中原武学博大精深，遂对步驚雲、武林神话「无名」产生战意。与无名齐天峰一战，被神将断浪师徒偷袭，成为帝释天阶下囚。好胜恋武成性的他甫一脫困，便直接挑战帝释天，帝释天八招之内就令其兵器惊寂刀脱手，于是甘心为帝释天成為「七武屠龙」的一員。　　
屠龍一役之後，龍元被帝释天一擊一分為七，皇影奪得一顆，其後破軍、斷浪為奪龍元，皆被皇影擊退。隱居之時，自創「驚神破日」，後與聶風合力對付天皇及紫電狂雷等人，身受重傷，龍元被斷浪所得。後受聶風之托救其家人，卻陰差陽錯將斷浪的兒子誤認為是聶風之子，與藍月宗相鬥，左臂中毒暗器而自廢一臂，至此人生最光輝的時光便過。
數十年後，為救神鋒再次踏上中原，後与绝心一战，因身受重伤而将毕生内力传予神锋，临阵授招「惊情七变」予神锋，因身无内力而靠强大刀意催动，后仍不敌绝心死于其之下。
內功：黃金刀氣
武學：七式刀意、斬日刀法、驚情七變
使用兵器：驚寂刀
徒弟：神鋒
神武一夫：
武功：碎天絶手
神武一夫，皇影和其它东瀛高手入侵石家堡以夺回其父亲（第一部的天皇）的骨骸。在石家堡一役中，皇影杀死了许多石家堡的人，让神武一夫能够进到塔里以取回骨骸，但遇到无名。神武一夫不顾无名的劝告夺回其父亲的骨骸，但险些丧命于塔内的陷阱，因得到无名的帮助才拿到骨骸。屠龙一役后（神武一夫没有参与），神武一夫与紫电狂雷想夺取皇影手里的龙元，但以失败告终。随后，神武一夫命令紫电狂雷传功给绝心以追击皇影，不料绝心得到紫电狂雷的武功直接逃跑了。神武一夫只能带领手下返回东瀛。返回东瀛时遇到连颖并与她发生关系。连颖便生下了孩子，但孩子不久后因病去世，因此连颖收养连城志冒充。
死因：连成志命令剑光将神武一夫杀死
连颖：
連城志之養母。早年天皇之子病死，則收養連城志冒充。
死因：為保天皇之位不可被動搖，連城志逐派人殺害。
连城志：
千秋大劫關鍵人。表面上是昔日東瀛天皇與中原女子連穎所生之子，實則無父無母，被連穎收養來冒充已經死去的天皇之子。
後來步驚雲為阻止東瀛勢力入侵，竭力助他登上天皇之位，豈料表面敦厚，暗藏陰險的他，此時露出了狼子野心，不單背叛了步驚雲，還殺害了其父前任天皇，更欲吞併整個中原。其後為保假天皇之子的秘密被揭發，連養母连颖以及忠臣松本岗皆被殺掉，还命令剑光杀神武一夫
使用兵器：无情刀、千秋劍、神奪、龍弦刀。
內功：赤火神功、混天四绝
武功：无求易诀、烈焰无相、神夺七空
死因：与风云决战时遭赤火神功反噬，灰飞烟灭

松本岗：
死因：被连城志杀死
十大藩王：
石狩藩王、岩城藩王--岩奇近、日向藩王、伊势藩王、土佐藩王、萨摩藩王、磬代藩王、上野藩王、羽后藩王、越前藩王

### 將軍府
武蔵森：
組織門派：东瀛將軍府大将军
綽號：第一將軍
東瀛天皇座下與皇影齊名的「雙至尊」之一。皇影在「武」道稱雄，而武藏森在武學上略遜於皇影，但若論調兵遣將，行軍統略之才，全東瀛無人能及。
被慕應雄一招嚇的落慌而逃，不敢再踏足中原
使用兵器：神御
武功：神道天刀
師父：聖王
九大星帥：
組織門派：东瀛將軍府
金、木、水、火、土、日、月、星、辰全屬一等菁英，在武藏森統領之下，在沙場上百戰百勝，從無敗績。
金镗川口：
組織門派：东瀛將軍府兩大虎將之一
被慕應雄分屍
使用兵器：勾魂绝刀
武功：勾魂绝刃
无量一刀：
組織門派：东瀛將軍府兩大虎將之一
自從生下來第一天，便擁有「無量」這個名字，不知因何而來，但可以肯定，上天賦予了很多優越條件。
視力很強，黑夜之中依然能百發百中。耳力很靈敏，能分辨百步內的落葉聲響。臂力更是驚人，十多歲時已能開弓三百斤，箭射二百丈內，力可開山破石。但出道以來，不斷與人比武，卻是每仗皆敗。其後領悟到了「無量唯一」的境界，就是把力量專注集中在「一」刀之中。從此稱自己為「無量一刀」，代表了對刀的追求，更代表了人生的方向。
使用兵器：镰仓太刀
武功：太刀七雷斩、殺狂一刀
唐手船越：
綽號：人形利刃
組織門派：东瀛將軍府
繼皇影之後，被稱為東瀛第一高手。
原是將軍府內的一名雜役。嗜武成癡，卻未想過以武學去博得任何名與利。直至有一天，皇影被邀至將軍府作客，在大將軍安排之下，府內四大虎將挑戰皇影，卻被一刀擊殺當場。正當雙方僵持部下之際，唐手排眾而出，以家傳的一本貫手挑戰皇影，雙方一招過後，卻倖免不死，全場譁然。此役之後，逐受大將軍器重，全力栽培。二十多年日以繼夜苦練，功力之強，不只成了將軍府百萬雄師之首，更是當今東瀛第一高手。
但成名以後，皇影卻已隱退消失於東瀛，更得悉戰死於中原，故其耿耿於懷。於是唯有寄望於擊敗過皇影的中原高手無名，望能與之一較高下。
武學：唐手武道、一本貫手
死因：在聖王的設計之下，與步驚雲力戰至雙手廢掉，最後以殘餘的生命和血揮灑唐手武道三十六路，供小武紀錄於天邪戰鑑之中。
三島空：
組織門派：东瀛將軍府
被易風廢其雙臂
武功：妙手空空
特殊武學：剑心通
死因：慕應雄一人一招獨挑大將軍的數百人馬，三島空因「劍心通」看出慕應雄的恐怖之處，立時相勸眾人罷手逃離，卻被大將軍認為擾亂軍心而斬殺。
凌道扬：
組織門派：东瀛將軍府
死因：以激將的方式欲以激怒易風出手對付步天，卻引以易風的反感，反被殺之。
千寻鬼束：
組織門派：东瀛將軍府、败亡一族
武功：桃枝十八拍、盘石九诀
使用兵器：色咒
死因：隱蔽於丁壽村之中，祕密培訓死士。步驚雲派遣藍武來此，最後藍武回報全村已遭他殲滅，估計已被藍武殺死。
长崎一怪：
組織門派：东瀛將軍府、败亡一族
二百旗本：
從萬名部下之中，精挑細選出的兩百名菁英。無論對聶風武學上或是性格上的優缺點都瞭如指掌，更做過全面而針對性的訓練。

### 无神绝宫
绝无神
飾演角色：王惠五（電視劇）／任達華（電影）
本名：绝之介
无神绝宫主人。生于东瀛，学艺于拳门正宗。
师兄拳道神拳艺最高，但其杀死同门川贺武给愚儿拳痴为食，因此事与其师破裂，绝无神联合其师擒下师兄拳道神及拳痴，后隐秘拭师，更将拳门正宗改为无神绝宫。
后其野心膨胀，窥探中土皇位，帶領兩千鬼叉羅来袭中原，为「无名」於山海關前一人一劍所阻，但未死心。返回东瀛后，为对付无名，派人盗得中原武林的武功「金钟罩」，并加以变化，改良为「不灭金身」。无神绝宫日渐壮大，引来天皇注意，天皇提出与绝无神共管东瀛，并愿意分半壁江山，但遭绝无神所拒。以此得罪天皇，成为天皇除掉的目标。绝无神染指中原皇位之心不死，一直注意中原武林局势，待风云击败武林第一大帮会天下会帮主雄霸后，将多年准备付诸行动。此前破军为换取绝无神的一招「杀破狼」，以妻子颜盈以及「万剑归宗」作为交换条件，令其与「无名」相斗并擒之。更令其子绝心、绝天率一千个鬼叉罗再次入侵中土，在破军帮助下，擒获「无名」。绝心扫清道路后，绝无神踏进皇城，正遇上聂风救步驚雲离去，三人大战，终为剑皇所阻，风云二人得离去，但此役中的无情使其子绝心反叛之心坚定。阴谋取代中原皇帝时，绝无神杀了中原武林人士，唯习得「万剑归宗」的「无名」不服，大战绝无神，随后赶到的步驚雲更以开锋的绝世好剑破了绝无神的「不灭金身」，但绝无神亦因此不需凝神聚気於不灭金身，出招更加凌厉，二人连连中招，此时入魔的聂风赶到，将其打败，后绝无神在紫气门的十人援助下，逃回东瀛。风、云、无名先后追至东瀛无神绝宫，绝无神试图设计利用拳道神来杀风云，找人假扮他来战无名以作诱耳，最终都以失败告终，终被风云所败。
武功：不灭金身、杀拳
師父：寺泽拳一
死因：死于投靠天皇的绝心之手。
絕心：『舊十魔之一』、『新十魔之一』
飾演角色：禾家承（電視劇）／謝霆鋒（電影）
組織門派：無神絕宮、東瀛皇朝、異武道、無天煉獄
绝无神之子，与聂风同月同日生，以聂风为宿敌，习惯对敌时保留实力。
风云2后期，自武无敌遗留在凌云窟壁画之上，悟出十强武道中的「玄武神掌」，但败于悟出全部十强的武道聂风，后得到一颗龙元。服用经过多年灼烧，获得后「浴火不死身」。在风云冰封的二十年后成为了魔道的重要主力之一，曾经与蓝武（魔魁） 赤炼（剑岳）连手跟步驚雲再争锋峡对决。后展示自己突破瓶径的实力，以紫电无铸血洗琉璃坡，并与聂风、易风父子激战。后因中毒发作，被易风切断一只手臂。后来被无天炼狱门前任门主赤绝附身，凭着「狱火不灭身」奇功驾驭赤绝第八步的赤火神功，实力天下无敌，但代价是要帮助赤绝完成赤家之「百年遗命」。为此，绝心将当年将赤火元祖赶尽杀绝的「杀神四捕」后人带至无天炼狱腹地，并将洪家及蓝武（断家后人）杀死。此时遇上剩下两家反抗，以及遭服下「逆道乾坤」的易风袭击，封存赤绝世间意识的「无天不动尊」被破碎，以致惨败，被易风追杀但被宣化号的三当家所救，更被宣化号的六当家作为试药的白老鼠，导致功力尽失，毕生武功都被废除，失去利用价值后被流放到小岛，逃离小岛时因杀害当地村长的儿子而被捉并折磨，生不如死

使用兵器：大邪王、绝世魔剑、神夺
內功：赤火神功、大日紫气
武功：天罗手、地网手、玄武神掌、紫电天罗、狱火掌、紫电无俦、紫电吞天、血电紫引、邪王十劫（前五劫）
特殊武學：狱火不灭身
绝天：
飾演角色：李晨（電視劇）
绝无神与颜盈之子，乃绝心同父异母的弟弟，聂风同母异父的弟弟。
武功：半月刀法
死因：得知自己与聂风的关系，竟要灭了自己的哥哥，最后被入魔的聂风一刀殺死。
绝地：
飾演角色：梁俊一（電影）
绝无神的入室弟子。绝无神安排他们混进中原皇宫，以作内应。绝无神入侵中原时，绝地与天行成功捕捉了皇帝。绝无神逃回东瀛后，命令绝地破坏拳墳以释放拳道神，但是破坏拳墳后被震飞，最终天皇命令属下放火以燃烧无神绝宫与整个小岛，导致绝地来不及离开而死。
武功：天灭地绝
天行：
绝无神的入室弟子。绝无神安排他们混进中原皇宫，以作内应。随后与绝地捉了皇帝。绝无神返回东瀛后，为了将赶到无神绝宫的无名，天行假扮绝无神吸引无名并炸毁了无神绝官与无名同归于尽，但却没有炸死无名，还丢了自己的性命。
武功：天灭地绝
死因：用机关开启炸药以炸毁无神绝宫而死
宫本猛：
绝无神的弟子。后被无名吸去功力而死。
东瀛气忍：
十年前十名气忍曾挑战绝无神，被绝无神打败后，他们答应会回报绝无神一招，正是养兵千日用在一招。最后在皇城，聂风趁机跃起劈出极限一刀。绝无神见来势凶凶，命气忍出手挡招。
使用兵器：紫水晶珠
武功：大日紫气·十气归元
死因：十名气忍等了这机会十多年，在绝无神身前组成一道紫色气墙，挡住了聂风一刀。不过他们亦被刀寒之威震得碎裂，十人在一招间死去。
鬼叉罗主管：
武功：摄魄追魂、魑魌魅爪
鬼叉罗的首领，欲击杀无名却被其夺走了所有功力，最终与无绝神宫被火武狼烧毁
死因：被火武狼烧死
鬼叉罗：
无神绝宫的下层士兵。

### 拳门正宗
寺泽拳一：
拳门正宗门主，有三个徒弟，大徒弟川贺武，二徒弟拳道神，三徒弟绝之介亦即是现在的绝无神。后被绝无神杀死。
川贺武：
寺泽拳一徒弟，一日路过看见拳道神教拳痴武功，后来拳痴突然向川贺武噬咬，食其肉时竟然痛楚全消，于是拳道神为了儿子，把川贺武杀死，让其儿把他吃下。
拳道神：
寺泽拳一徒弟，拳道神对拳道天赋异禀。因杀死川贺武，让其儿把他吃下。与师父反目，一年后，寺泽拳一假说冰释前慊，相约拳道神一聚。怎料寺泽拳一在酒中下了迷药，更与绝之介一起夹攻拳道神，把他制服。绝之介却不杀拳道神，以拳锁锁着拳道神经脉，再把他囚于拳坟内，他要拳道神看着他霸业的成功。后绝无神不敌风、云、无名等人，放出拳道神，用来对付无名。后步驚雲与聂风连手夹攻，拳道神惨败，后敗於天皇的碎天絕手，身骨全碎，癱軟如泥而死。
武功：双雷轰顶、拳殛虚空
拳痴：
拳道神之子，拳道神不满意其子练不成材，错手打伤拳痴脑部，变成呆子，更常常脑部传来剧痛。后来拳痴突然向川贺武噬咬，食其肉时竟然痛楚全消，于是拳道神为了儿子，把川贺武杀死，让其儿把他吃下。后被入魔的聂风杀死。

### 玄门幻忍
效力门下天皇，天皇贴身侍卫。与火武门极不咬弦。
幻圣一心：
玄门幻忍门主，能够制造分身。为铲除绝无神，幻圣一心与巨二郎击碎了绝无神的五脏六腑以助绝心杀死绝无神。随后，幻圣一心，绝心和巨二郎对付凤舞，龙皇和皇帝。这时，步惊云帮助无名三仆对付幻圣一心，先一拳贯穿巨二郎将其杀死，后再杀死幻圣一心。
武功：断影分身
巨二郎：
幻圣一心师弟，与幻圣一心重创绝无神，后对付凤舞，龙皇和皇帝，最后被赶来的步惊云杀死。
武功：霹雳幻雷、幻绝刀法
使用兵器：幻绝刀

### 火武门
效力门下天皇，火武门则负责对外奔跑。与玄门幻忍极不咬弦。
火狼：
組織門派：火武门门主
擅使连身刀。在风云第一部救了无名，导致他没被炸死。在风云第三部投靠绝心。为了让聂风与步惊云互相残杀，与沙维，鬼王等人害死第二梦。随后守在石洞让绝心能够完成百年遗命，却被易风发现，此后再也没有登场，估计被易风杀死
使用兵器：连身刀、火狼刀
焰姬：
組織門派：火武门
火狼师妹，擅使同心环。
使用兵器：同心环
火武五子：
武功：五鬼断头阵法
死因：被火麒麟杀死

### 紫气宗
紫电：
武功：大日紫气、紫电拳
狂雷：
武功：大日紫气、暴雷拳
松本鹰：
武功：大日紫气
紫气宗门：
武功：大日紫

### 异武道
无天刀絶：
武功：无天狂斩十道刀
无喜：被無悲所殺
武功：极乐刀法、無命十絕
绝血：
绝毒：
绝命：
奉絕心之命，創出一套適合「敗亡之劍」的劍法，並傳授給易風。
武學：无命七绝
无面鬼卫：
使用兵器：劫魂梭

### 隐剑流
隼人天隐：
組織門派：隐剑流门主。
乃东瀛的一位绝顶高手，身为东瀛新一代霸者。拥有霸者所匹配的自信，强横，残忍，精算心态。他曾经派数名手下前赴中原，测试中院武林的虚实。也曾指使自己的弟弟神忍往中原去取照心境。不打无把握之仗。
他非常自信，当听说中原武林神话步驚雲登岸东瀛的时候，不觉担忧，反觉得这是测验自己新大成的武功的时候。他不信天命，自认为自己的超强力量足以弥补已一切。但他也残忍好杀，为达成目的视人命如草芥，为得到剑晨的玄阴剑意而将其杀死，还吸收大日宗果。虽然曾用大耗功力救助一小童生命，但当他发觉小童的利用价值已完后则毫不犹豫地将其处死，并对自己的敌人毫不留情。聂风称他为“魔头”。他有极大的野心，不甘于区于人下，虽然已是权倾朝野，但也一直想夺得东瀛皇者的宝座，因为一直有他的授业老师大当家在他头上压着。他也记仇，比如血十三曾经击败过他，他对此引以为恨，以为毕生的耻辱。 　　
然而他并不似表面上所看的猪突猛进。当他感觉到形式对自己严重不利时，曾诈死躲过劫数。而当他跟别人有了共同的敌人时候，为了大利，也能不计前嫌跟别人合作。属于做大事者不拘小节，这点跟步驚雲颇像。
隼人天隐一直活在大当家的阴影之下，加之前妻、前子被大当家害死，便决心反抗大当家。救步驚雲，与风云联手夺取玄武君的不灭刀。604话中遇上大当家，一场大战即将展开！在跟大当家的一战中，曾使出其自创的「万道莫名」,但是到最后因大当家有大魔神的帮助而失败，被大魔神一拳打败并被捉，更被大当家利用万道森罗误杀自己的儿子。
使用兵器：战魂刀（没啥特别能力）
武學：万道森罗
自創的武學：万道莫名
師父：笑傲世
四大护法
隱劍流內部分兩大流派：隱流一脈以大日宗果、月魅凫徯為首，是流中黑暗勢力行事詭秘，不到最後關頭不輕易現身。劍流一脈以海泽武狼、山鹿无相為首，一直以來替隼人天隐南征北討。座下四王一使均是中流砥柱。
大日宗果：
組織門派：異武道南宗、隐剑流隱流一脈護法
隐剑流的四大护法之「日」。原属异武道，修练武功寂灭凶亡，又吸收了池田靖人的天极气海，把怀灭的天罪抢走。武功强如步驚雲这种高手都无法伤其分毫。现在正跟风云施展的摩珂无量对拼之后，被隼人天隐的万道森罗所吸收而死
使用兵器：天罪
武功：寂灭凶亡
月魅凫徯：
組織門派：異武道南宗、隐剑流隱流一脈護法
隐剑流的四大护法之「月」。
與大日宗果本是異武道南宗的同門師兄妹，二人年紀相約，日夕相處，漸生情愫。月魅本對習武不太熱衷，眼見師兄專心修煉，出於愛侶相隨之心，於是也加緊努力，潛心於「天極氣海」，務求二人合璧。
但月魅因日夕勤修苦練最強一式「海枯石爛」，容顏隨之枯爛，越見蒼老。與大日宗果修練的武學各走極端，兩顆心的距離漸情漸遠。最後，大日宗果甚至另結新歡，將月魅拋棄。
一生苦練，全為愛郎，卻落得被棄下場。於是月魅化悲憤為力量，決心花費二十年心血，集地極十子之力，修成「天極氣海」。
武功：氣海無崖
死因：隨著隼人天隱傾全隱劍流之高手圍剿大當家，最終整個隱劍流高手被大魔神在一夕間覆滅。
山鹿无相：
組織門派：隐剑流劍派一脈護法
隐剑流的四大护法之「山」
武功：六絕開山掌
死因：隨著隼人天隱傾全隱劍流之高手圍剿大當家，最終整個隱劍流高手被大魔神在一夕間覆滅。
海泽武狼：
組織門派：隐剑流劍派一脈護法
隐剑流的四大护法之「海」
武功：无量神掌
死因：山城一役不僅敗於聶風，更受其相救。自覺慚愧，以自碎天靈的方式，獨攬所有責任而死。
大日血海（池田靖海）：
月魅之徒，池田靖人之弟，被月魅鳧徯殺害
武功：气海无涯·天极气海
池田靖人：
月魅之徒，大日血海之兄，打败了风云的摩柯无量，却被月魅鳧徯殺害
武功：气海无涯·天极气海和地极气海

#### 隐剑五王（四王一使）
银蛤王：
被大魔神所殺
武功：血蛤魔功、牛蛤合气
死因：隨著隼人天隱傾全隱劍流之高手圍剿大當家，最終整個隱劍流高手被大魔神在一夕間覆滅。
魔牛王：
被劍獄破了狂牛戰甲，死無全屍
武功：狂牛战甲、牛蛤合气
死因：被劍獄破了狂牛戰甲，死無全屍
绝影王：
蜂王：
笑三笑三徒之中的三絕。擔任關眼一職，善於指揮蜜蜂，也常用蜜蜂向中原人士通風報信。
死因：被连城志杀死，并被连城志炼成丹药吸收了蜂王的功力
金使：
曾与海泽武狼，银哈王等人围攻赤雪以获得赤火神功但以失败而终。隐剑流被大魔神血洗时加入宣化号，但过后投靠连城志围攻大魔神，却被大魔神杀死
横力：
月魅鳧徯手下，被池田靖人一拳轰死
鬼弓：
月魅鳧徯手下
鬼箭：
月魅鳧徯手下
鬼矢：
月魅鳧徯手下
蝠目：
三大猎兽之一，被步惊云杀死
犀角：
三大猎兽之一，被步惊云杀死
羚腿：
三大猎兽之一，被步惊云杀死
樱子：
金光明卫旗下一员，隼人天隐与神忍共同爱着的女人。因她的爱人（神忍）被隼人天隐杀死，还被其强暴，生下了渡星流。为了向隼人天隐报复而跟渡星流说神忍是他的亲生父亲，而隼人天隐是他的杀父仇人
四色近卫：
金光明卫、血色忍卫、雪衣剑卫、玄武刀卫
异武七雄：
原属异武道，七雄之首为宇宫神佐
渡星流：隼人天隐与樱子的儿子
死因：大当家使用万道森罗，让渡星流幻化成大当家的样貌，导致隼人天隐误杀了渡星流
神忍：
樱子的爱人。隼人天隐喜欢樱子，知道樱子与神忍相亲相爱后感到嫉妒，便将神忍杀害。
山本：隐剑流医神
無爭（水影潛龍）：『新十魔之一』
冒充劍獄後人，真實身分是隱劍流的水影潛龍，被步驚雲所殺
土鬼：
狗太保：

### 玄苍武道
起源於東瀛「乾坤流」。「乾坤流」雖非顯赫流派，但此門派願公開獨門絕學「天地乾坤訣」，任人修練，所以門徒遍佈。本著「學無前後，達者為先」，只要拜入門下，就能盡覽「天地乾坤訣」。玄武君在「乾坤流」內，擔任雜役，受盡眾人白眼，卻未氣餒。在夜裡，留在「乾坤流」道場，不眠不休地苦練「天地乾坤訣」。十六歲時，在每年一度的選拔賽中，力壓百多名弟子，成為第一武者。其後，卻發現「乾坤流」竟是一場騙局，憤而離開。自此玄武君在東瀛武林闖盪十多年歷練之後，更開宗立派「玄蒼武道」。
玄武君：
組織門派：乾坤流、玄苍武道、東瀛天皇
原名宫城武，玄蒼武道師尊，畢生習武，只為找尋最強對手。最後為了讓連城志感觸天劍無名深不可測的實力，將無名的劍氣強行封在體內，釋放之後便氣絕身亡。
內功：乾天玄氣
武功：坤地武訣
使用兵器：不滅刀

#### 乾坤双尊
竹下无间：
速水大开：

#### 五大弟子
上林石荣：
独目康成：
特殊武學：戰心通
芥川龙：
永井纯风：
森田玉：

### 宣化号
宣化号乃是東瀛江戶百年老鋪，生意涉及多方面，也是大當家在世俗裡，掩飾神秘身分的大本營。
據知內有七名當家，天文地理，醫學星象，經商耕讀，各俱長才，合稱「宣化七傑」。
大魔神「笑驚天」：
神人笑三笑的大兒子。
一直在幕後積极推动千秋大劫。实力就連大當家都自嘆不如，是宣化号上的第一高手。月圆之夜功力充盈，但白天功力则以外泄，化身一平凡的农夫张五。而後
武學：混天四绝
死因：連城志要以強者之血為無情開鋒，串通重八在劍祭上偷襲，並遭連番追殺下遭殺害，遗混天四绝的四颗精元被連城志吸納。
部屬：陳平、双瞳重八
陈平：
大魔神直屬部下。
武學：紫电剑腿
死因：被蜂王所殺。
宣化號大當家「笑傲世」：
組織門派：宣化號第一人。
神人笑三笑的二兒子，隐剑流背後的幕後掌權。乃东瀛绝顶高手隼人天隐的師父，亦是隼人天隐最恨的仇人。
與大魔神笑驚天兄弟二人，因一直對父親笑三笑心懷忌恨，逐以順應天命為由，暗中致力推動千秋大劫。身懷其父所創「萬道森羅」絕學，能掌控人心，豈料一代強者最終卻落得雙腿殘廢的慘淡收場。
武學：万道森罗、唯識劍意
徒弟：双瞳重八、二豹、飛鳥歸三
部屬：血十三
陣法：森羅六合大陣
死因：被笑三笑派去宣化號做卧底的七當家(步淵亭)梟首
双瞳重八：
組織門派：赤絕神宮、宣化號
大當家大弟子，原名德川茂八。尾張城主德川光一的第八個兒子，出生於顯赫的家世。
十歲時，生染怪病，於是被父親放逐到偏遠地北野。
後在倉庫中發現一處書廬，內藏大量古籍，從此終日以書為伴，並打下一生智慧的基礎。偶然一日，發現一部奇書「森羅萬道」，打開一看，立即如癡如醉，廢寢忘食，參透同時，一身怪病竟不藥而癒。
在十六歲時，尾張城與鄰城衝突，經過半年征戰，尾張城處處落敗，眼看就要破城，此時茂八捎一封信給德川光一。德川光一恍如得見明燈，立即前往茂八住處跪地求教。在茂八戰略之下，尾張城大勝。一戰功成，德川光一對茂八另眼相看，適時德川光一年事已高，於是打算尋找繼承人。七個兄弟首當其衝，矛頭均指向茂八，最後茂八重傷，逃入深山。經此一役，茂八每日望著群鴉飛舞，配合「萬道森羅」，自創出一套「烏金劍法」。
重回尾張城，向七名弟兄展開報復，經過半年後，剩下茂八一人。德川光一別無選擇，只好選擇茂八為繼承人。但茂八狠心撇下父親離開，只帶走一座烏金佛像，鑄成一把「烏金劍」，此後浪跡天崖，遇上奇書之作者「大當家」。
武功：烏金劍法
使用兵器：烏金劍（被大魔神打碎）
死因：最終因殺害赤雪的事被揭穿，于是連城志用无情刀将重八五马分尸
二豹：
大當家二弟子。
视步惊雲為宿敵，殺死霍男及怀滅。
內功：混天四絕
武學：黑煞拳
死因：被步惊雲一招殺死。
飛鳥歸三：
大當家三弟子。
武學：鐵翼双刀
使用兵器：双翼刀
死因：白龙溪一戰中風雲向重八投掷大劫刀以将其杀死的，重八为保命将飛鳥歸三当成肉盾，导致飛鳥歸三被风去殺死。
血十三：
組織門派：大當家直屬部下。
曾打敗隼人天隐。
武學：四大皆凶
死因：死於大魔神手上。
宣化號二當家「内藤胜人」：
組織門派：宣化號第二號人物、東瀛天皇
跟隨大當家最久也是最信任之人，掌管負責宣化號所有度支，富可敵國。
為人精打細算，深藏不露，實力非比尋常。
實際上二當家所屬家族，早已隸屬上任天皇。當時大當家於東瀛迅速崛起，不容忽視，皇族便暗中派內藤家混入部署。憑著天賦過人、學識淵博，且有皇族暗中支援，使他為宣化號立下無數其功。因此甚得大當家重用，不久便攀上第二把交椅。
多年來，二當家一直暗中監視大當家，直至大當家被逼退火線後，才向連城志表露身分。其後，連城志翻查宮中秘典，證明屬實，便命二當家繼續留守宣化號，以便內外兼備。
武學：五步化骨掌
死因：被連城志突襲，一招間被轟個稀爛，橫死當場。
宣化號三當家「久浦御之助」：
組織門派：宣化號第三號人物
大當家得力助手，負責宣化號的統領及運作。
出身釀酒世家。
二十歲時，憑著天賦才華為每瓶美酒題詩，將詩意劃入酒意之中，世所罕見。憑著家傳逍遙絕扇，加上一表人才，素有「一詩一瓢酒，一扇一風流」的盛名。
直到有一天，大當家親自造訪，虛心求教比詩論酒，兩人惺惺相識之情，油然而生。其後在百年佳釀的開封大典上，詩興大發，以詩作題，隨即力邀大當家賦題，大當家內勁一透隔空題詩，一眾村民不懂分曉，反倒因三當家的文采而讚賞不已。然而大當家辭別之後，飲用美酒後的村民紛紛中毒慘死，受難者家屬四面八方湧至，妻兒遭受圍困打死。
事出突然，正欲逃走之時，被村民們發現，以酒中烈毒使三當家的臉龐潰爛，痛徹心扉之下，奮力突圍而出。就在脫身之後，走投無路之際，大當家如神一般降臨，力邀加入宣化號，憑著努力得到大當家賞識，更成為宣化號第三號人物。
然而經過多年明查暗訪，終於查證兇手乃是「大當家」。潛伏宣化号多年只為報仇，殺死大當家。
武學：幻天劫掌、逍遙絕扇
使用兵器：扇
死因：最終欲與大當家同歸於盡，卻被双瞳重八殺死。
宣化號四當家「海老藏」：
組織門派：宣化號
負責情報收集，尤以中原武林情報為要。实力很强，能打败小武。
武功：海藏易變
部屬：七濑剑下、山本无敌
死因：為確保連城志是否為千秋大劫的關鍵人物，逐痛下殺手，最後死於連城志手上。
七濑剑下：
四當家座下猛將。
使用兵器：天梭綢練刀。
山本无敌：
四當家下属。
宣化號五當家「大江隆」：
組織門派：宣化號
最為長袖善舞，於黑白兩道、商賈官宦之間均由走自如，負責一切籠絡與聯絡之事。為人八面玲瓏的他，實際乃一名見風使舵之輩，原效忠於大當家，唯眼見大魔神被連城志擊殺後，轉投對方陣營。加入宣化號前，本為相撲高手。
武功：建御雷神掌
部屬：財津天武、氣賀澤雲、酒井一夫、色川櫻
死因：被連城志所殺。
財津天武：
五當家直屬部下，「酒色財氣」中的「財」。
本為江戶一代富戶，受五當家邀請共同營商，並成為手下。
使用兵器:暗器，尤以金錢標為最。
死因：被連城志所殺。
氣賀澤雲
五當家直屬部下，「酒色財氣」中的「氣」。
本為捕快一名，但為人衝動，脾氣暴躁，被革職後逐成為五當家的手下。
憑著多年擒賊破案的經驗，往往能在關鍵時刻助五當家作出決定。
使用兵器:大刀。
死因：被連城志所殺。
酒井一夫
五當家直屬部下，「酒色財氣」中的「酒」。
本為地痞流氓，後經五當家提拔成為助手。為人貪杯好酒，唯酒後實力將大大提升。
使用兵器：鐵鑄酒酲。
死因：被連城志所殺。
色川櫻
五當家直屬部下，「酒色財氣」中的「色」。
本為京都著名歌妓，後來被五當家看上納為小妾，成為其得力助手，更為誕下一女，可惜不久即夭折，引為憾事。
使用兵器:利爪。
宣化號六當家「卜象山」：
組織門派：宣化號
精通医術，負責天文、術數與命理等事項。
專長：回天方术
武功：五行催魂爪、方天神指
死因：圍剿大當家一役中，臨陣脫逃，最終死於陳平腿下。
宣化號七當家「岩淵蒼太」/「步淵亭」：
組織門派：宣化號
負責管理宣化號遍佈各地的倉庫物資，一切收藏，從糧食、兵器以至武林秘笈及行軍物資，均由他統合。甚至自行開設工場，大量生產各式兵器，为推动千秋大劫而铸造无情刀。
實為笑三笑部下，為阻止千秋大劫，潛藏身份到宣化號成為卧底, 最後更把大當家（笑傲世）梟首，知道情怡的孩子是劫心后想将其杀死，却被步惊云打败。
部屬：劍奴、湛廬、純鈞、巨闕、魚腸、勝邪
铸造的武器：无情刀
劍奴：
七當家直屬部下，助其鑄兵的鐵匠。
自小父母離棄，得七當家提攜栽培。最後挺身阻擋連城志，才得以七當家與步驚雲逃離東琉島。
湛廬：
七當家直屬部下，助其鑄兵的鐵匠。
為阻止步驚雲搶奪千秋劍，死在絕世好劍之下。
武功：龍淵劍盾
純鈞
七當家直屬部下，助其鑄兵的鐵匠。
為阻止步驚雲搶奪千秋劍，死在絕世好劍之下。
武功：龍淵劍盾
巨闕
七當家直屬部下，助其鑄兵的鐵匠。
為阻止步驚雲搶奪千秋劍，死在絕世好劍之下。
武功：龍淵劍盾
魚腸
七當家直屬部下，助其鑄兵的鐵匠。
為阻止步驚雲搶奪千秋劍，死在絕世好劍之下。
武功：龍淵劍盾
勝邪
七當家直屬部下，助其鑄兵的鐵匠。
為阻止步驚雲搶奪千秋劍，死在絕世好劍之下。
武功：龍淵劍盾

### 赤絕神宮
赤雪赤絕神宮門主。
連城志

## 神州各大門派

### 不灭蓝门
(中原武林三大勢力)
蓝贤、杜娘、荆奴、一缕烟、熬总管、唐追、郭英、柳义、骆敬、洪清、夏侯、游旌、文宁、霍休、冼卓、毛奇、裘之

### 胜刀门
胜一刀、胜天海、路飞烟、屠千斧、铁不倒

### 邪剑门
练无痕
练心罗的师父，讨厌男性。于风云第二部登场，与步惊云打得不相上下，但因步惊云有龙元之力而被其打败。在风云3反对练心罗与龙儿在一起，于是使用阴谋让龙儿与练心罗反目，让练心罗杀死龙儿，但练心罗不忍心杀死龙儿而自尽，让练无痕感到惭愧。
死因：被龙儿杀死
练心罗
喜欢龙儿，但遭其师父反对
死因：自尽而亡

### 铁翼庄
段天英
鐵翼莊莊主。
綽號:鐵翼孟嘗
為人正直，敢做敢當，在武林中廣交同道。
武功:段陽罡刀
段天刀
使用兵器：殺緣、巨龍缺血刀
武功:斷情七絕、段陽罡刀
師父:第二刀皇
死因：初出江湖，卻接連慘敗神鋒與易風，一昧怪罪於兵器太差，最後為奪得敗亡之劍而間接害死易風之母，導致易風尋仇。

### 独一门
投身本門之人，頭上都要紋上「狗」字。
无二：
其他姓名：「小狗」
組織門派：獨一門門主、天門
直到遇到懷空，並且形容為人「獨一無二」，索性易名「無二」。
無二還在母親懷胎裡時，遭到無二的父親拋棄。一氣之下，無二出生之時，便認為無二是被父親拋棄的一條狗，所以不配擁有人的名字，便取名「小狗」。「小狗」這個名字卻為無二的幼年帶來許多不幸，多番遭受其他幼孩的欺負。十二歲那年，無二的娘親改嫁他人，便將他拋棄，無奈之下只好流浪街頭。有一日在半路上，與大戶人家的看門狗爭食，並將看門狗給咬死，大戶人家便收留他成為看門狗。直到有一次，外出打獵之時，誤觸了獵戶們的陷阱，被懷空所救，並傳授三式劍法。三式劍法只在一天之內就被無二融會貫通，隔天懷空再度出現，並且再傳授七式劍法，從此開啟了無二的另一段人生。
武學：強道之劍
使用兵器：強道狗劍

### 快意门
快意老祖所创，武功精髓，全仗一“快”字，无论出招起手或兵刃造诣，莫不迅捷如风，五子己尽得其中精要。
快意老祖：
組織門派：快意门门主。
曾挑战无名，被其废去双目，记仇怨怒下命人到无名爱妻墓处掘尸以泄败耻。:徒弟：快意五子
死因：连同八大掌门聯手攻擊绝无神，卻反被強大的功力反震而死。
快意五子
向來門風即嚴，座下弟子均不得於江湖走動，惟快意五子乃門中菁英，特獲老祖恩准，能夠隨意闖蕩，而不恐損折快意門威望。
龙袖：
組織門派：快意門五子之首
凤舞之丈夫。
使用兵器：龙袖剑
武功：龙袖劔
虎劍
組織門派：快意門五子老二。
火猴爭奪戰中，聶風甫一出現便與其他四子圍困聶風，數招之內落敗。
狼刀
組織門派：快意門五子老三。
火猴爭奪戰中，聶風甫一出現便與其他四子圍困聶風，數招之內落敗。
鶴筆
組織門派：快意門五子老四。
火猴爭奪戰中，聶風甫一出現便與其他四子圍困聶風，數招之內落敗。
蛇鉤
組織門派：快意門五子老五。
火猴爭奪戰中，聶風甫一出現便與其他四子圍困聶風，還未出手便已敗了。

### 侠王府
向来以义驰名，有家传之宝「冰魄」有保存尸体不变功效。最后被因要「冰魄」为孔慈尸体防腐的步驚雲杀得鸡犬不留。
吕廉：
侠王府少公子，被步驚雲一掌打死。
吕义：
侠王府门主，被步驚雲用《圣灵剑法》杀死。
武功：侠王剑法
吕正：

### 巨鲸帮
无名首仆「七海龙王」所創立。
龍王：
綽號：七海龍王。
組織門派：巨鯨幫創派幫主。
为寻杀害无名之妻的凶手，故而创立「巨鲸帮」，为巨鲸帮幕后老大。被皇影所殺。
武學：龍霸拳
杜野：
組織門派：巨鲸帮帮主。
胁持着秦霜阻止步驚雲杀雄霸。
陣法：巨鯨陣
寵物：白鯨
铁画：
七海龙王手下，为等待无名的复出通知龙王。
银钩：
七海龙王手下，为等待无名的复出通知龙王。
龍猛：
巨鲸帮帮主，被絕心所殺
雷四海：

### 败絶无门
求絶：
败絶无门女门主，实力超强，能与步惊云和入魔聂风抗衡。
中原龍脈被入魔後的聶風帶走，皇帝在苦無對策之下，只好以中原以北的地盤為交易，請出求絕來對付聶風。随后求绝带领属下想杀死聂风，却遭步惊云阻拦，随后数次带领属下追杀聂风，但以失败告终，甚至还失去了自己的右臂，还丧失了许多属下。最后聂风长了魔眼后实力暴增，中原皇帝想与求绝合作杀死聂风，结果被聂风秒杀，死无全尸。

### 北地盟
东岳不群、南峦诸葛、西岭笑佛、北野雄狮

### 狮王堡
北野雄狮：
組織門派：狮王堡堡主
鐵獅男：『舊十魔之一』
飾演角色：王翔弘（電視劇風雲二）
組織門派：狮王堡堡主
北野雄獅之子。北野雄獅死後繼承獅王堡的堡主。
雄踞北方，叱吒北地。為報父仇，約戰懷空，卻在北方各大門派的掌門面前慘敗。敗後於落難見真情，飽嘗人情溫暖，決意將獅王堡一切的名與利付諸一炬，不在背負任何人的期望，甘心作為平凡人。
武學：鐵殺拳、獸心滅劍
寵物：白夜鬼獅
银冰、金狮 、银狮

### 天地乾联
乾震、南宫雪、狄英、一刀、血刃、青渊、唐森

### 僧尼同盟
僧尼同盟 → 神風盟聯盟幫會之一。
玄静、无因、
天算神僧：新一代盟主
禅尘师太：新一代副盟主

### 明剑堂
被神将灭门
凌千山、凌千海、凌千峰
死因：被神将杀死

### 红鞋帮
红孩儿
为杀死岳正以及灭他的村莊，红孩儿与断浪联盟，不料被断浪背叛并杀死
赤地金樓ㄌ
死因：被断浪杀死

### 絕佛宗
赛阎罗、山西十恶佛（老大巨恶佛、老二嗔怒佛）

### 同盟會
(中原武林三大勢力)
同盟會 → 神風盟聯盟幫會之一。
凌浩飛：曾經是第一分舵舵主，之後晉升同盟會盟主，被殺死之後由石勇繼任。
伍百修：第五分舵舵主，被步天所殺。
魯效直：第七分舵舵主，被步天所殺。
木維揚：第八分舵舵主，被步驚雲絕世好劍的強大壓力，以致心力交瘁而死。
石勇：同盟會新任盟主，綽號『七指麒麟』。
死因：不肯加入赤絕神宮，被重八殺死。
四大分舵舵主：
曾定：同盟會分舵舵主，綽號『金槍手』。
之後背叛神風盟聯盟，加入赤絕神宮。
孫立：同盟會第四分舵舵主，綽號『大刀虎將』。
之後背叛神風盟聯盟，加入赤絕神宮。
馬龍：同盟會分舵舵主，綽號『翻江菩薩』。
之後背叛神風盟聯盟，加入赤絕神宮。
李雲：同盟會分舵舵主，綽號『一丈金錢』。
之後背叛神風盟聯盟，加入赤絕神宮。
由武林八派十幫所組成，
步天、龙猛、雷岳、鲸吞、龙庆、凌浩飛
虎贲：
組織門派：白虎門副門主、同盟會、東瀛將軍府
東瀛大將軍安插在步天身邊的臥底，曾在步天的杯中下毒。
死因：被步天所殺。

### 顽石城
城主-石问天：
被竹下无间杀死
二城主-石忠、三城主-石开、陆基、项渊

### 九寨十二帮
龙八爷、盖三星、张横
因与神鸽老人暗算步惊云而被杀

### 落暮派
叶青枫、赵琳

### 神鸽帮
神鸽老人
因暗算步惊云而被杀死
屠进

### 金刀门
沙维
因害死第二梦而被步惊云捉，但成功逃跑，逃跑时被步惊云投掷长枪的同时一个神秘人用一颗小冰块将其杀死（漫画没交代凶手是谁）

### 雙劍門
雙劍門 → 神風盟聯盟新加入幫會之一。
張青：雙劍門門主，外號『乾坤子』。

### 八卦派
八卦派 → 神風盟聯盟新加入幫會之一。
宋清：八卦派掌門，外號『迷蹤老道』。

### 五行幫
五行幫 → 神風盟聯盟新加入幫會之一。
常勝：五行幫幫主，外號『水火不容』。

### 鐵掌幫
鐵掌幫 → 神風盟聯盟新加入幫會之一。
徐寧：鐵掌幫幫主，外號『神掌金剛』。

### 巨熊幫
巨熊幫 → 神風盟聯盟新加入幫會之一。
金堅：巨熊幫幫主，外號『入雲飛將』。

## 其他人物
烈焰双怪：
蝙蝠、赤鼠
江南拳侠：
霍玄铁為爭奪火猴，曾對龍袖出價十二萬五千兩加最心愛的小妾來換取火猴，卻被拒絕。
死因：為奪取火猴，最後加碼自己雄霸江南的玄鐵拳，卻在幾招之內，被龙袖所杀。
洞穴双鼠
洞天鼠和穴地鼠
於江湖中专于盗窃勾当，身負異能，擅于挖土遁地。
死因：秦霜一拳轟地所杀。
布袋行僧：
火猴爭奪戰中，以布袋套住逃走的火猴，正欲離開時被秦霜所阻。
專屬神兵：布袋
死因：被凤舞箭所杀。
关七：
綽號：一眼關七
組織門派：连城寨寨主。
武功：斬將刀法
專屬神兵：斬馬刀
死因：被步驚雲一招排云掌「流水行雲」所杀。
泥菩萨：
飾演角色：黎耀祥（電影與音樂劇）／卜學亮（電視劇）
動畫配音：劉風（國語）
易容求精堪，向有改命避劫之能。可惜每每泄露天机，惹来天谴，致身惹奇毒，无可自救，要火猴吸毒遂得此“泥菩萨”外号。而且相人愈多，所中之毒亦愈深，故于数年前便已决定归隐，无奈人在江湖，求相者更不择手段，导致家破人亡，落得与孙女俩流亡天涯。
專長：易容術、相命之術
死因：雄霸为守「敗也風雲」的秘密而出手杀死。
嶽：
飾演角色：尹揚明（電影）／徐為平（電視劇）
绰号：「麒麟臂」
原为一平凡打铁青年，少年时曾遇四大瑞兽之火麒麟，因搏斗中麒麟血飞溅左臂之上，而改变了一生。因妻子早逝，和女儿楚楚相依为命。他在凤溪村一役中救了步驚雲，并将自己威力无穷的麒麟臂移植到步驚雲重伤难治的手臂上。
神医：
綽號：「武林三神之神醫」
十親不認的父親。医术高超，因容貌奇丑，极难获女子青睐，故自订规条，但凡术医者必须献上美女作为交换条件。 为于嶽将麒麟臂移植到步驚雲重伤难治的手臂上。
武功：天关絶脉手
專長：醫術
創作：逆乾坤、逆道乾坤、妙運天機九還丹
死因：為了將逆道乾坤的藥效發揮極致，自行將逆道乾坤服下，並讓千百隻毒物噬咬全身血肉，在灌注到易風體內。
捕神：
绰号：「铁面无私」、「武林三神之捕神」
剑魔之子。半边铁面极为冰冷严肃，另一边脸却带含无尽沧桑，以「锁魂环」及「锁魂掌」闻名，没有人可从他的环下逃脱，一生背负与剑魔的恩怨情仇，在阻止步驚雲报仇一役中，誓死阻止步驚雲，更使出家传「断剑诀」，与其一拼高下。可惜其修为不及步驚雲，最终无法将其阻止。
武功：锁魂环、锁魂掌、断剑诀
專屬神兵：锁魂环、小龙泉
死因：與步驚雲力戰而死。
右先锋：
捕神手下。
左先锋：
捕神手下。
剑贫：
飾演角色：徐錦江（電影）／王成（電視劇）
本名剑贪，关外胡人，自幼嗜剑好武，搜罗天下名剑及剑法，痴醉如狂，为天下间没有一柄剑能满足他，故从不带剑。他学剑百家，却杂而不纯，拚命学会好剑法，却始终不能开宗立派，故改贪字为贫，自嘲为剑贫。
與剑魔原为同门師兄弟。年輕時，因为同时追求一名女子韓玉，最後剑贫憑著油腔滑調終得韓玉應許而嫁，但在婚禮籌備期間，劍魔以自身配劍作為條件，要求放棄韓玉，剑贫一口答應，乘夜遠走他方。
拜剑山庄以绝世好剑利诱剑贫参加剑祭，取得剑祭三毒之血「贪」。
当绝世好剑被步惊云拿后，剑贫便设法偷取绝世好剑，但以失败告终。
当天皇入侵中原时，剑贫被姣罗刹斩首。
武功：蜂尾螫、软剑法
使用過的神兵：飛龍劍
死因：死于天皇次子姣罗刹之手。
剑魔：
与剑贫原为同门师兄弟，年輕時，因为同时追求一名女子韓玉，最後剑贫憑著油腔滑調終得韓玉應許而嫁，但在婚禮籌備期間，劍魔以自身配劍作為條件，要求放棄韓玉，剑贫一口答應，乘夜遠走他方，自此劍魔深深鄙視劍貧。
與韓玉婚後不久，便誕下一子，便是「捕神」。其後某日在練功期間，在草原上見到一名絕色少女，逐狠心拋妻棄子出外尋芳蹤。三個月後，遍尋不得只得回家，其後夜夜茶飯不思，冷落捕神母子。直至某一夜，因練功走火入魔，痛的死去活來，妻子上前好言相勸，卻遭殺害。捕神見此情形，已忍無可忍，決定大義滅親。其後補神不敵劍魔，卻誓言斷絕父子情義，劍魔逐在捕神脸上刻下「剑魔之子」四字，令捕神無法擺脫這人倫枷鎖。之后发现其梦中情人竟为拜剑山庄的傲夫人，妒火中烧的他截杀了傲庄主，并欲致其子傲天于死地，傲夫人以死相胁，他才放过傲天并一直留于拜剑山庄中，传授傲天武艺。剑魔的绝学「断脉剑气」，曾创剑贫、断浪、步驚雲三人取得铸造绝世好剑所需要的「贪」、「痴」、「嗔」三毒之血。后在东瀛天皇入侵中原前夕，剑魔被天皇次子姣罗刹斩首。
武學：断脉剑气
徒弟：傲天、斷浪
死因：死于天皇次子姣罗刹之手。
半仙：
替无名卜算吉凶。
擎羊：
绰号：「真小人」
把楚楚和剑晨两人锁在一庙内，并逼剑晨服下七情六欲丹的催情之药，令剑晨踏入万劫不复之境。
師父：破軍
死因：最终死于剑晨剑下。
陀罗：
绰号：「伪君子」
把楚楚和剑晨两人锁在一庙内，并逼剑晨服下七情六欲丹的催情之药，令剑晨踏入万劫不复之境。
師父：破军
死因：最终死于剑晨剑下。
十亲不认：
神医之子。因看不慣神醫以自己的親生大哥為試藥工具，憤而離家改名。
武功：无形剑、无道拳
專屬神兵：无形剑
慕应雄：
无名的义兄，功力跟剑的修为与无名不相伯仲。曾经收剑晨与圣王为徒。最后与无名剑决打开了剑界。
武功：莫名剑法、无天绝剑
使用兵器：丹心剑
使用過的神兵：白玉劍
徒弟：聖王、劍晨
死因：與無名一戰後，了卻心願，隨著陽壽的盡頭而終。
怒风雷：
從小體弱多病，遍尋名醫也無法治癒。其父本是一名精通風水的術士，認為兒子只是五行失調，逐以五行之術為牠治病。有次，怒風雷感染風寒，全身不斷冒出冷汗，其父為了醫治兒子這場「苦水」，選了個黃道吉日，將兒子放進木棺之中，在深埋地下一丈，望能以地下之「土」剋「水」，以木棺之「木」洩「水」。村民們全罵其父是殺子狂徒，沉迷於五行之術。三天後，怒風雷竟自行破棺而出，重病也不藥而癒。從此，其父不斷用五行之術為子治療。久而久之，怒風雷已無病可治，整個人脫胎換骨。
徐福冰封他为取得习其武功之法。被释放后假意与徐福合作对付步惊云，实力与步惊云不相上下，但还是被步惊云合作，随后自动将武功传授徐福，实际要用五雷化殛手的特性以废除徐福的所有武功，导致徐福被断浪斩首。
武功：五雷化殛手
死因：将所有功力传输给帝释天而死

### 三世劍聖
第一世「皇甫剑」：
綽號：「劍聖」
組織門派：聖劍門
因出生時，天空彩雲如劍，故取名為「劍」。四歲得劍無師自通，自創劍法。十二歲時已擊敗逾千劍客，十六歲時創出「無雙劍訣」，力挫當時武林的用劍至尊，自此被封為「劍聖」。
豈料步入人生最高峰同時，劍道亦走入絕路之中，此後未有任何突破。在三十之年，為求對手而遠赴東瀛，與東瀛劍聖柳生無極展開決戰。
決戰之中，劍廿三不敵對手，慘敗而回，後來更被妻子與摯友出賣，雙手被廢。虽双手被废，但还是杀死了背叛他的妻子与挚友。临死前领悟六灭剑廿三。
武學：無雙劍訣、劍廿三、六滅劍意
專屬神兵：天下劍
死因：悲痛欲絕之下，終於悟出「六滅劍廿三」，且領悟了三世玄機，可惜劍招尚未大成，便以油盡燈枯。
第二世「獨孤劍」：
綽號：「劍聖」、「北劍聖」
組織門派：無雙城
與「無名」齊名江湖，人稱「南無名，北劍聖」。無雙城主獨孤一方的大哥。天生劍癡，五歲習劍，九歲成名，十三歲澈悟劍道，自創「聖靈劍法」。曾用「聖靈劍法」與武林中第一殺手組織「天池」大戰七天七夜，把一百零八個殺手殺的就剩下武功最高的「十二煞」得已逃命。多年以後，與被譽為「天劍」的無名約戰，結果被「莫名劍法」所敗，自此退隱江湖，淡泊世情。後為復興無雙城而重踏江湖，在挑戰天下會一戰中，時其氣數將盡，臨死前悟出驚天動地的聖靈劍法「劍廿三」式，憑藉一股不屈戰意，死後元神出竅與雄霸決戰。
武學：聖靈劍法
專屬神兵：無雙劍
死因：元神出竅與雄霸決戰的緊要關頭，真身被步驚雲擊倒，元神同時煙消雲散。
第三世「龍兒」：『舊十魔之一』、『新十魔之一』
綽號：「劍聖」
其生母於路旁難產，幸得龍袖與鳳舞相救，成為兩人的養子。為求劍道，十二歲時拜別父母，並從二代劍聖的破竹之形悟出「聖靈劍法」，後來更重遇生父，獲其傳授兩極劍法及兩極劍，更傳承數十年的深厚功力。
此後為求突破前人境界而遠赴東瀛，更巧遇一生摯愛雨宮雪子，從中悟出「有情天地」劍廿三，可惜後來因愛人之死而意志消沉，直至目睹無名與慕應雄決戰的劍痕後，始又身陷劍道之中。
因緣際會之下，龍兒亦成為扭轉千秋大劫的關鍵之一，並在笑三笑安排之下得窺皇甫劍當年留下的「六滅秘本」，自此貫通三世之緣。
武學：水挪移、劍挪移、兩極劍法、聖靈劍法、六滅劍意
專屬神兵：兩極劍、天下劍
死因：由於中原邊關被東瀛大軍圍住，深知連城志只要在中原內輸給風雲以外的人，東瀛大軍將會群起攻之，引發中原浩劫。最後一招「萬劍穿心」原可致連城志於死地，卻因顧念蒼生危難，劍勢不能盡，能勝卻絕不能勝。而真正的勝負卻已記載於天邪戰鑑之中。
雪子：龙儿的妻子
死因：洪烈为夺取雪子的天下剑以铸造天道战匣，趁她睡觉时将其杀死
劍魂：
龍兒劍仆
劍血：
龍兒劍仆 左劍王
無悲：『舊十魔之一』
不虛師弟。
佛根深種，唯欲上求更強武學，逐融合佛、魔兩道，自創出「魔佛掌」。然後魔心日熾，誤入歧途，無名將他幾番挫敗，並加以循循善誘，已重回正道。
武學：魔佛掌、大悲佛手、因果小轉業訣。
死因：為了引領龍兒回正途而犧牲。
四不群：
不哭
武學:大悲佛手
不飲
武學：不飲神功
不碎
武學:軒轅血甲
不休
武學：太乙無形道
死因：被聶風的「暴雨狂風」踢死。
醉頭陀：
九指神劍：韓真
瓊樓公子：
四道神僧：
燕夜雨：
洪烈：
杀死龙儿的妻子雪儿的凶手。为了铸造天道战匣，洪烈杀死雪儿以夺取她的天下剑
死因：被龙儿得知真相后感到愤怒，直接将洪烈杀死，死无全尸
洪飛：洪烈親弟『新十魔之一』
鐵鬼的徒弟
絕世兵器：獸心戰匣(改良後的上乘戰甲，升級成-『戰甲魔兵』)。
铁鬼：
自称武无敌生前最强宿敌。可接步驚雲十成功力的排云掌而不受伤，可见功力非常的高。武功招式目前还是谜。
袭人：
与获得玄阴前六剑的剑晨相识。为保护剑晨而被流氓强奸。因帮助小武而被劍晨所殺，身首異處
灯笼：
铁猿：
元正：
无我：
钝头尼、元龙
南宫若、齐万胜
柳生无极
綽號：「東瀛劍聖」
实力超强。接受遠從中原而來的中原劍聖皇甫劍的挑戰，並徹底打敗了劍廿三。
武學：無極三絕
專屬神兵：戰魂

三绝老人：
組織門派：三絕門
武學：天霜拳、排雲掌、風神腿
徒弟：雄霸、雄武
死因：被雄霸毒死。
黑井
是个不自量力的屁孩，与聂风为敌，和绝心等人迫害聂风的妻子。欲与聂风比武，却被自己的属下打晕以避免黑井送死

### 劍界
劍嶽(劍獄)：
从劍界来的人，原名剑悲，附身在無天煉獄的赤煉身上。因为是从剑界来的，除了会所有的剑法还可以以腿御剑，是一个超强剑手，最后被海泽武狼和聂风打败，虚弱的剑嶽最终连同赤煉被赤猊斩首
專屬神兵：始皇劍
武功：元天劍訣
武功絕學：元天劍訣_、{武當派太極劍第六十招+崑崙派五十年前中虛道人的『金龍劍圈』揉合而創的劍招}。
魔魁：『新十魔之首』
章凡塵里所有殺戮之劍念，於劍界內會下聚而成，去往充滿兇殺殘暴的劍池。而那些不散的罪孽，日積月累就形成了萬惡的魔:魁當世上敗給絕世好劍的劍手越多，與之相反的敗劍之念，在劍界內不斷壯大，日積月累之下，形成一把與絕世好劍相抗衡的:劍，:絕世魔劍，而魔魁手持的絕世魔劍，讓他在劍池內，成為擁有至高無上力量的一柄權杖。魔魁之劍傾凶主殺。随后与赤猊成为朋友，并附身于大劫刀，成为赤猊的武器。连成志为了能够铸造无情刀，亲自降服魔魁以得到它的认可，允许连成志拿走大劫刀以铸造无情刀。无情刀问世后，魔魁附身于无情刀。连城志用无情刀偷袭大魔神，以他的血液为无情刀开锋。附身于无情刀的魔魁协助连城志寻找大魔神，当连成志杀死大魔神后，连城志挑战风云。无名为帮助风云打败而借用所有中原武林人士的功力贯注英雄剑，利用英雄剑对付连城志的无情刀。连城志遭赤火神功反噬而死后，无情刀被朝廷的人拿手去研究。
專屬神兵：絕世魔劍，大劫刀(附身)，无情刀(附身）
武功：魔統真道

真子：
连城志的女手下，知道连城志邪恶的计划后和隼人天隐合作救聂风，隼人天隐传功给真子让她吸引六当家，结果导致真子被六当家杀害